# Armande Béjart
Pour les articles homonymes, voir Béjart.
Armande-Grésinde-Claire-Élisabeth Béjart, dite Mademoiselle Molière, est une comédienne française du Grand siècle, née à une date et dans un lieu incertains, et morte à Paris le 30 novembre 1700. Fille ou sœur de Madeleine Béjart (la question est encore en suspens), elle a été pendant onze ans l'épouse de Molière, qui a écrit pour elle de nombreux rôles, dont celui de Célimène dans Le Misanthrope. Son talent, tant dans le tragique que dans le comique, a été reconnu par ses contemporains. Personnalité contrastée, elle a fait l'objet, de son vivant même, d'une biographie romancée diffamatoire, La Fameuse Comédienne, maintes fois rééditée au cours des siècles suivants.

## Biographie

### Naissance et identité
Plus de trois siècles après sa mort, l'identité de la femme de Molière n'est pas clairement établie. La rareté des documents existants, l’absence en particulier d’un acte de baptême qui porterait ses quatre prénoms et les noms de ses parents, ne permet pas de trancher la question, déjà controversée de son vivant, de savoir si elle était la fille ou la sœur de Madeleine Béjart. Les historiens en sont donc réduits à combiner de diverses manières les quelques indices dont ils disposent et qui sont exposés ci-après dans l’ordre chronologique.

#### Françoise de Modène (1638)

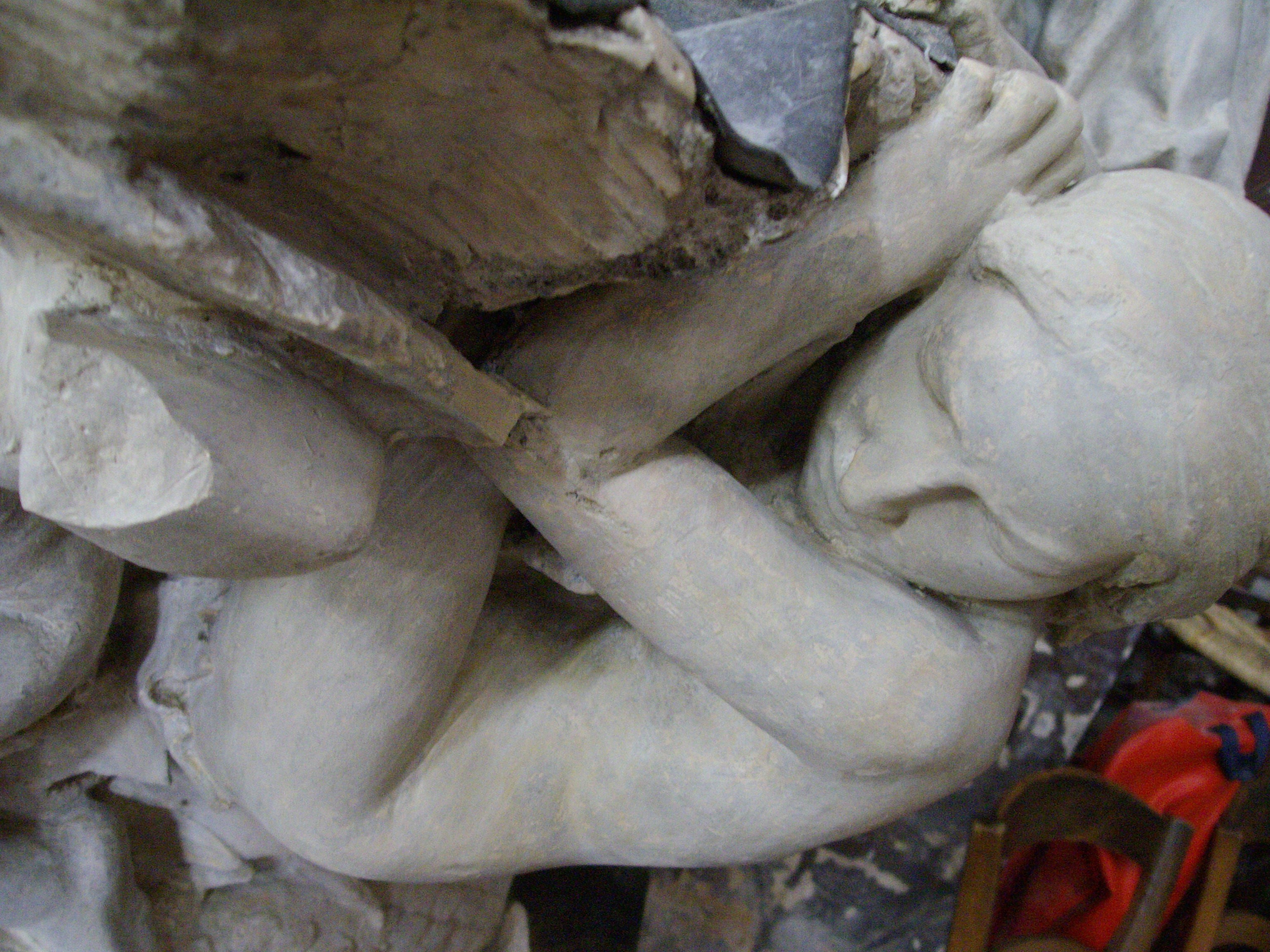
Chapiteau de l'église Saint-Eustache de Paris.

La date la plus ancienne avancée au sujet de « Mademoiselle Molière » est celle du 3 juillet 1638. Ce jour-là, à Paris, Madeleine Béjart, âgée de vingt ans, fille mineure de Joseph Béjart et de Marie Hervé, met au monde une enfant qui sera tenue huit jours plus tard sur les fonts baptismaux de l'église Saint-Eustache :
Le prénom de l'enfant a été choisi en référence à l'homme qui, s'il n'était mort six ans plus tôt, aurait été son parrain le plus prévisible : son grand-père paternel, François de Rémond de Mormoiron, comte de Modène, dit « le Gros Modène ».
La petite fille baptisée ce jour-là semble bien être celle que Jean-Léonor Le Gallois de Grimarest, premier biographe de Molière, évoquera, quand en 1705, sans citer son prénom, il identifiera « la Molière » (c'est-à-dire Armande Béjart) comme la fille de Madeleine Béjart et du comte de Modène.
Constatant que Françoise de Modène n'apparaît, pourvue de ce prénom, dans aucun document ultérieur, certains auteurs, dont le plus récent biographe de Molière, tiennent pour acquis qu'elle est morte en bas âge, comme de nombreux nourrissons à l'époque, et formulent l'hypothèse que Madeleine Béjart aurait eu, dans les années suivantes, une autre enfant du même Esprit de Modène, avec lequel elle aurait poursuivi une relation amoureuse jusqu'en 1642, et que c'est cette seconde fille, non reconnue par son père et baptisée à une date inconnue sous le quadruple prénom d'Armande-Grésinde-Claire-Élisabeth, qui aurait épousé Molière en 1662.

#### Une «petite non baptisée» (1643)
À la fin de l'hiver 1643, dix-huit mois après le décès de Joseph Béjart, sa veuve Marie Hervé et les trois aînés de leurs enfants travaillent avec leur ami Jean-Baptiste Poquelin à la création de l'Illustre Théâtre, qui verra le jour le 30 juin. Dans un acte signé le 10 mars, en présence d'un « lieutenant particulier civil », de trois procureurs au Châtelet et de divers autres témoins, Marie Hervé déclare, « au nom et comme tutrice de Joseph, Madeleine, Geneviève, Louis et une petite non baptisée, mineurs dudit défunt et elle », vouloir renoncer à la succession de leur père comme étant plus onéreuse que profitable.
N'ayant pas encore été baptisée, mais peut-être simplement ondoyée, la fillette n'est pas nommée ; cependant la plupart des historiens s'accordent à reconnaître en elle la future Armande-Grésinde-Claire-Élisabeth, qui épousera Molière en 1662 (voir le chapitre Un mariage discret). Pour quelle raison, alors qu'elle est âgée de neuf ou dix mois au moins, cette dernière-née de Marie Hervé n'a-t-elle pas encore été baptisée ? Madeleine Jurgens et Elizabeth Maxfield-Miller font valoir que « la cérémonie avait été remise en raison de toutes les préoccupations qui hantaient la famille depuis la mort de Joseph », qu'elle avait encore été « ajournée à cause des aventures de l'Illustre Théâtre », et que cela donnait à penser que le baptême avait pu avoir lieu en province (voir ci-dessous la section Un baptême tardif ?).
Parmi les nombreux documents qui, jusqu'aux années 1680, attestent qu'Armande Béjart est la fille de Joseph Béjart et Marie Hervé, et donc la sœur de Madeleine, son aînée d'une vingtaine d'années, l'acte de mars 1643, s'il concerne bien la future « Mademoiselle Molière », est le plus ancien et celui dont tous les autres procèdent. Aussi sa sincérité (si ce n'est son authenticité) a-t-elle été contestée dès sa publication en 1863. Arguant du fait qu'à la date du 10 mars 1643 : 1) Joseph et Madeleine Béjart étaient majeurs et non mineurs, 2) Marie Hervé était âgée de 49 ans et demi, de nombreux historiens soupçonnent une supposition d'enfant, par laquelle Marie Hervé aurait fait passer pour sienne une fille de Madeleine — Françoise de Modène ou une autre.

#### Une enfance provinciale?
La Fameuse Comédienne, publié en 1688, est le premier document à donner une naissance aristocratique à la femme de Molière. « Sa mère, écrit l'auteur anonyme, assurait que dans son dérèglement, si on en exceptait Molière, elle n'avait jamais pu souffrir que des gens de qualité, et que pour cette raison sa fille était d'un sang fort noble », avant de préciser que ladite fille « a passé sa plus tendre jeunesse en Languedoc, chez une dame d'un rang distingué dans la province ».
En 1900, Napoléon-Maurice Bernardin suggèrera de reconnaître dans cette « dame » Marie Courtin de la Dehors, demi-sœur de Marie Hervé et femme de Jean-Baptiste L’Hermite, qui en 1638 a été le parrain par procuration de la petite Françoise. Maîtresse d’Esprit de Modène, elle a en effet passé une partie des années 1644-1652 dans le château de Modène, non loin de Carpentras, ou dans le proche domaine de « La Souquette », dont le comte lui avait fait don. Ainsi, tandis que Madeleine Béjart parcourait la France de la Fronde avec Molière et leurs camarades de la troupe du duc d'Épernon, sa fille aurait été élevée avec la fille de sa cousine.
Marie Courtin et Jean-Baptiste L’Hermite figurent avec leur fille Madeleine aux côtés de Molière, de Madeleine Béjart et d'une demoiselle « Manon » dans les représentations de l'Andromède de Corneille données à Lyon au cours de l’hiver 1652-1653 (voir ci-dessous), et on les rencontre dans l’intimité de la troupe jusqu’en 1662.

#### Un baptême tardif?

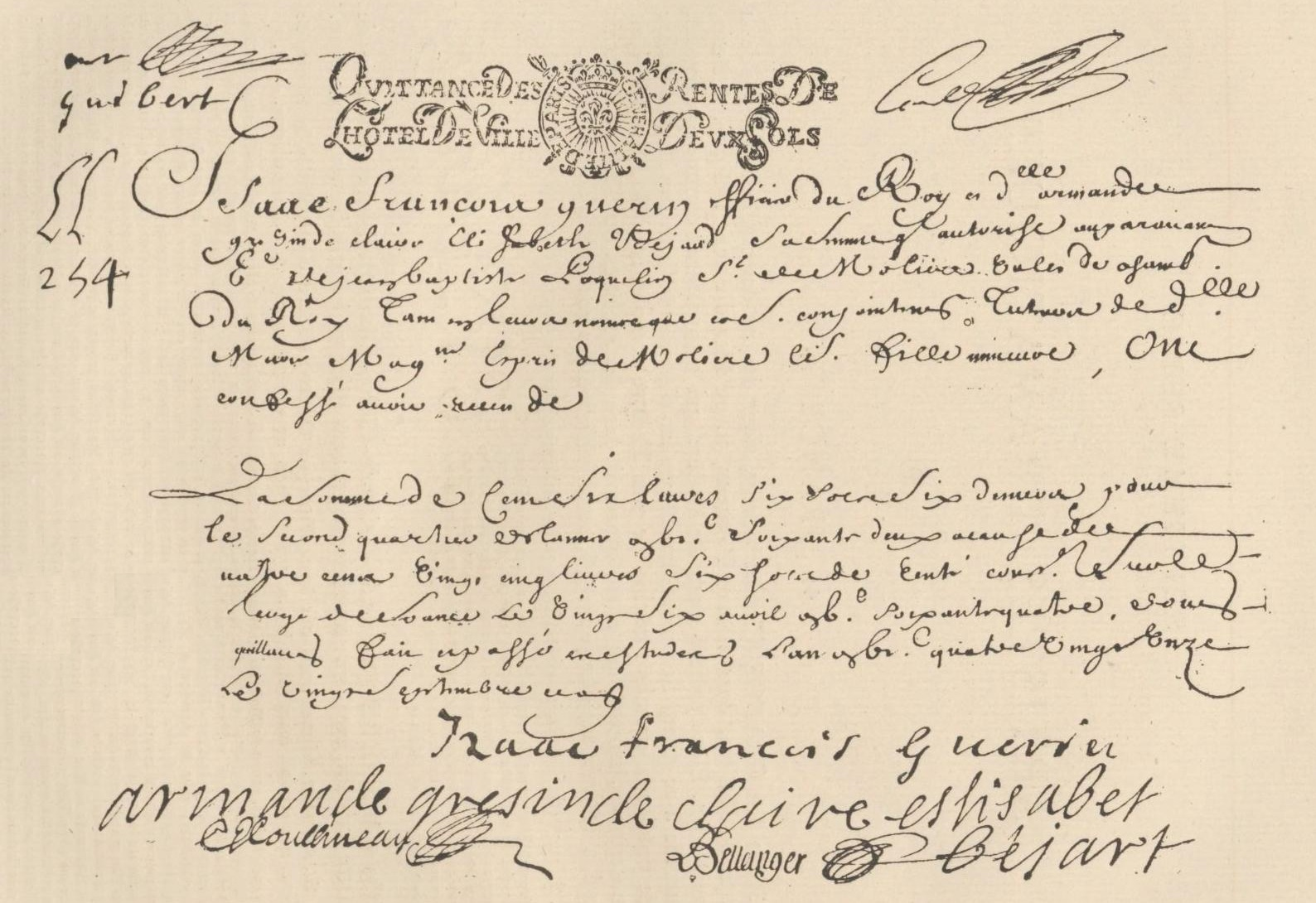
Signatures d'Armande Béjart et de son second mari en 1691 (Musée d'art et d'histoire de Meudon).

Dans son contrat de mariage et dans nombre de documents ultérieurs, l'épouse de Molière est désignée par ses quatre prénoms : Armande, Grésinde, Claire, Élisabeth, qu'il lui arrive de déployer telle une bannière ou des titres de noblesse dans sa signature (voir illustration). Les deux premiers de ces prénoms conduisent Madeleine Jurgens et Elizabeth Maxfield-Miller à formuler une hypothèse concernant le baptême tardif d'Armande :
« Il est un moment, écrivent-elles, où deux personnes se trouvent réunies, qui auraient pu donner à la plus jeune des Béjart ses deux premiers prénoms : c'est en 1653 à Montpellier, lors des États du Languedoc qui furent convoqués par Scipion Grimoard de Beauvoir, comte du Roure, époux de Grésinde de Baudan, et présidés par Armand de Bourbon, prince de Conti, alors protecteur des comédiens. »
La grande rareté des prénoms Armande et Grésinde au milieu du XVIIe siècle pourrait conforter cette l'hypothèse. En effet, il semble qu'Armande Béjart est l'une des premières femmes à s'être ainsi prénommée, et que l'Armande des Femmes savantes est restée pendant longtemps la seule de ce nom dans le répertoire théâtral classique. Quant à Grésinde, variante d’un vieux prénom médiéval, que l’on trouve dans la documentation sous les formes Grassinde, Grasinde, Grascinde, Garcinde, Garsinde, Garcende, Gersende, il n'était porté que dans quelques rares familles de la noblesse languedocienne.
Retenir cette hypothèse conduit à admettre que « la petite » qui, en mars 1643, n'était pas encore baptisée, l'a été beaucoup plus tard, au cours de son adolescence, comme ce sera le cas, par exemple, du premier fils de Lully.

#### Mademoiselle Menou

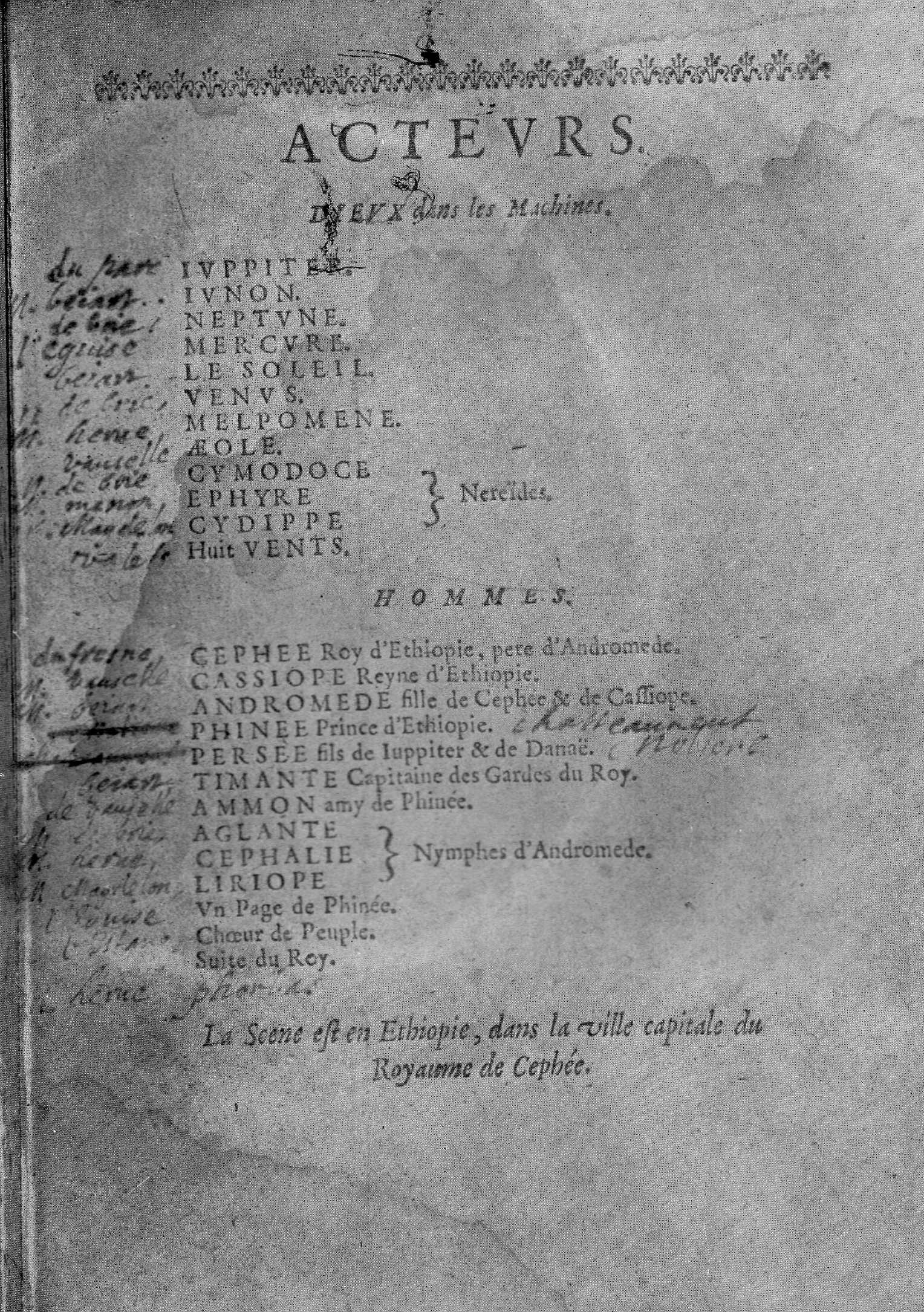
Liste des personnages d’Andromède de Corneille (édition de 1651), avec en marge les noms des comédiens de la troupe de Molière qui tenaient les rôles dans les représentations données à Lyon en 1652-1653.

La plupart des biographes d'Armande Béjart l'ont identifiée avec la « demoiselle Menou » dont il est question dans une lettre que Chapelle aurait adressée à son « très cher ami » Molière au sortir d'un hiver particulièrement rigoureux (celui de 1658-1659, semble-t-il), et qui sera publiée trente-trois ans plus tard, :
« Toutes les beautés de la campagne ne vont faire que croître et embellir, surtout celle du vert, qui nous donnera des feuilles au premier jour […]. Ce ne sera pas néanmoins encore sitôt, et pour ce voyage il faudra se contenter de celui qui tapisse la terre et qui, pour vous le dire un peu plus noblement,
Jeune et faible, rampe par bas
Dans le fond des prés, et n'a pas
Encor la vigueur et la force
De pénétrer la tendre écorce
Du saule qui lui tend les bras.
La branche, amoureuse et fleurie,
Pleurant pour ses naissants appâts,
Toute en sève et larmes, l'en prie
Et, jalouse de la prairie,
Dans cinq ou six jours se promet
De l'attirer à son sommet.
Vous montrerez ces beaux vers à mademoiselle Menou seulement ; aussi bien sont-ils la figure d'elle et de vous. Pour les autres, vous verrez bien qu'il est à propos surtout que vos femmes ne les voient pas, et pour ce qu'ils contiennent, et parce qu'ils sont, aussi bien que les premiers, tous des plus méchants. Je les ai faits pour répondre à cet endroit de votre lettre où vous particularisez le déplaisir que vous donnent les partialités de vos trois grandes actrices pour la distribution de vos rôles. »
Ainsi, trois ans avant leur mariage, et alors que Molière est confronté à des dissensions à l'intérieur de la troupe, Armande (s'il s'agit bien d'elle) et lui auraient entretenu une relation amoureuse tenue encore secrète.

#### Avec la troupe de Molière

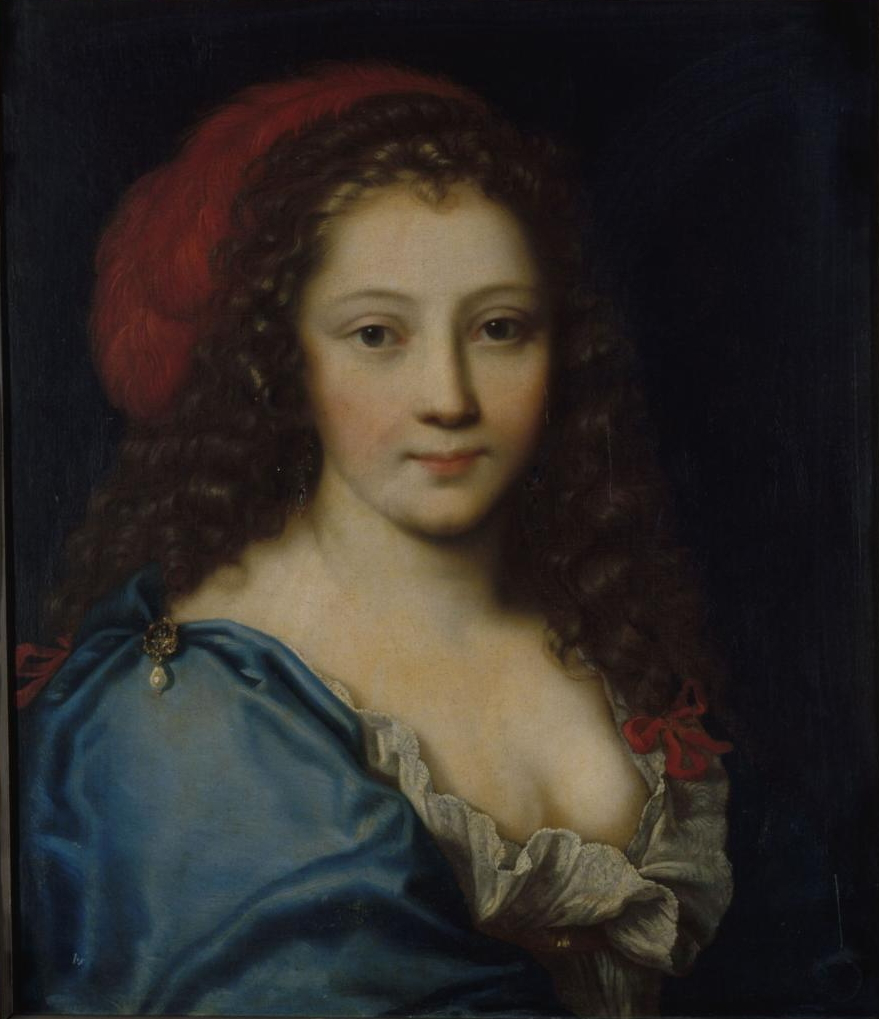
Portrait présumé d'Armande Béjart vers 1660, par Pierre Mignard (Musée Carnavalet, Paris).

Depuis l'arrivée de la troupe de Molière à Paris à l'automne 1658, la jeune femme partage la vie des comédiens. Son nom apparaît pour la première fois dans la documentation, le 26 août 1659, sous la forme « Grésinde Béjart ». Elle signe ce jour-là avec tous les membres de la troupe au contrat de mariage entre deux amis des comédiens. En novembre 1660 et avril 1661, elle signe à deux occasions semblables en tant que « Grésinde Armande » et « Armande Grésinde ».
Pour tous ceux parmi lesquels elle vit (les comédiens, leurs familles, leurs proches, leurs amis), Armande est, au moins de manière « officielle » ou « légale », la sœur cadette de « Mlle Béjart » (Madeleine), de « Mlle Hervé » (Geneviève) et de « Béjart » (Louis). Un document l'atteste : le contrat de société signé devant notaires le 4 octobre 1659, dans lequel sont redéfinis les rapports juridiques entre les comédiens de la troupe et où Madeleine Béjart se réserve, « à l'exclusion de tous autres, deux places pour son frère et une de ses sœurs ». Les derniers mots désignant Geneviève, qui appartient à la troupe depuis la création de l'Illustre Théâtre, l'autre « sœur » ne peut, en toute logique et objectivité, être qu'Armande.
Au cours du relâche de Pâques 1661, Molière demande à ses camarades « deux parts au lieu d'une qu'il [a] », ce que « la troupe lui [accorde], pour lui ou pour sa femme s'il se [marie] ». Le mariage a lieu neuf mois plus tard, et quand Armande entre dans la troupe, au cours du relâche de Pâques 1662, la part qui lui est accordée est l'une des deux dont son mari a bénéficié au cours de la saison écoulée.

### Épouse et mère

#### Un mariage discret (1662)
Le 23 janvier 1662, un contrat de mariage est passé entre Molière, âgé de quarante ans, et la benjamine de la « tribu Béjart » :
« Furent présents Jean-Baptiste Pocquelin de Molière, demeurant à Paris, rue Saint-Thomas-du-Louvre, paroisse Saint-Germain-l’Auxerrois, […] d’une part, et demoiselle Marie Hervé, veuve de feu Joseph Béjart, vivant écuyer, sieur de Belleville […], stipulant en cette partie pour demoiselle Armande Grésinde Claire Élizabeth Béjart, sa fille et dudit défunt sieur de Belleville, âgée de vingt ans ou environ […], d’autre part ; lesquelles parties, en la présence, par l’avis et conseil de leurs parents et amis, savoir, de la part dudit sieur de Molière, de sieur Jean Pocquelin, son père, tapissier et valet de chambre du Roi, le sieur André Boudet, marchand bourgeois de Paris, beau-frère à cause de dame Marie-Madeleine Pocquelin, sa femme ; et, de la part de ladite demoiselle Armande Grésinde Claire Élizabeth Béjart, de demoiselle Madeleine Béjart, fille usante et jouissante de ses biens et droits, sœur de ladite demoiselle, et de Louis Béjart, son frère, demeurant avec ladite demoiselle leur mère dans ladite place du Palais-Royal, ont fait et accordé entre elles, de bonne foi, les traité et conventions de mariage qui ensuivent ; c’est à savoir, etc. »

Contrat de mariage entre Molière et Armande Béjart
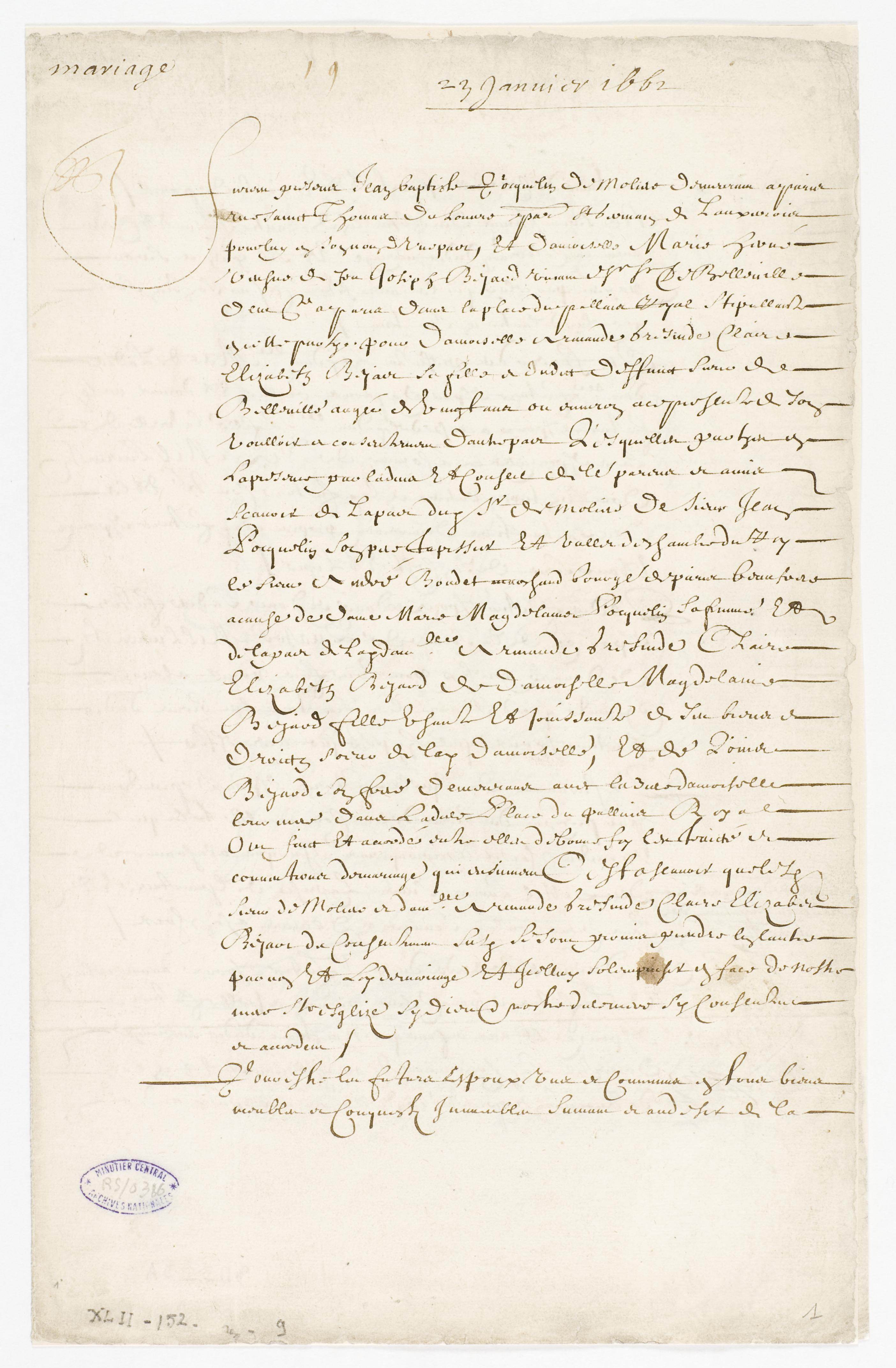
Page 1
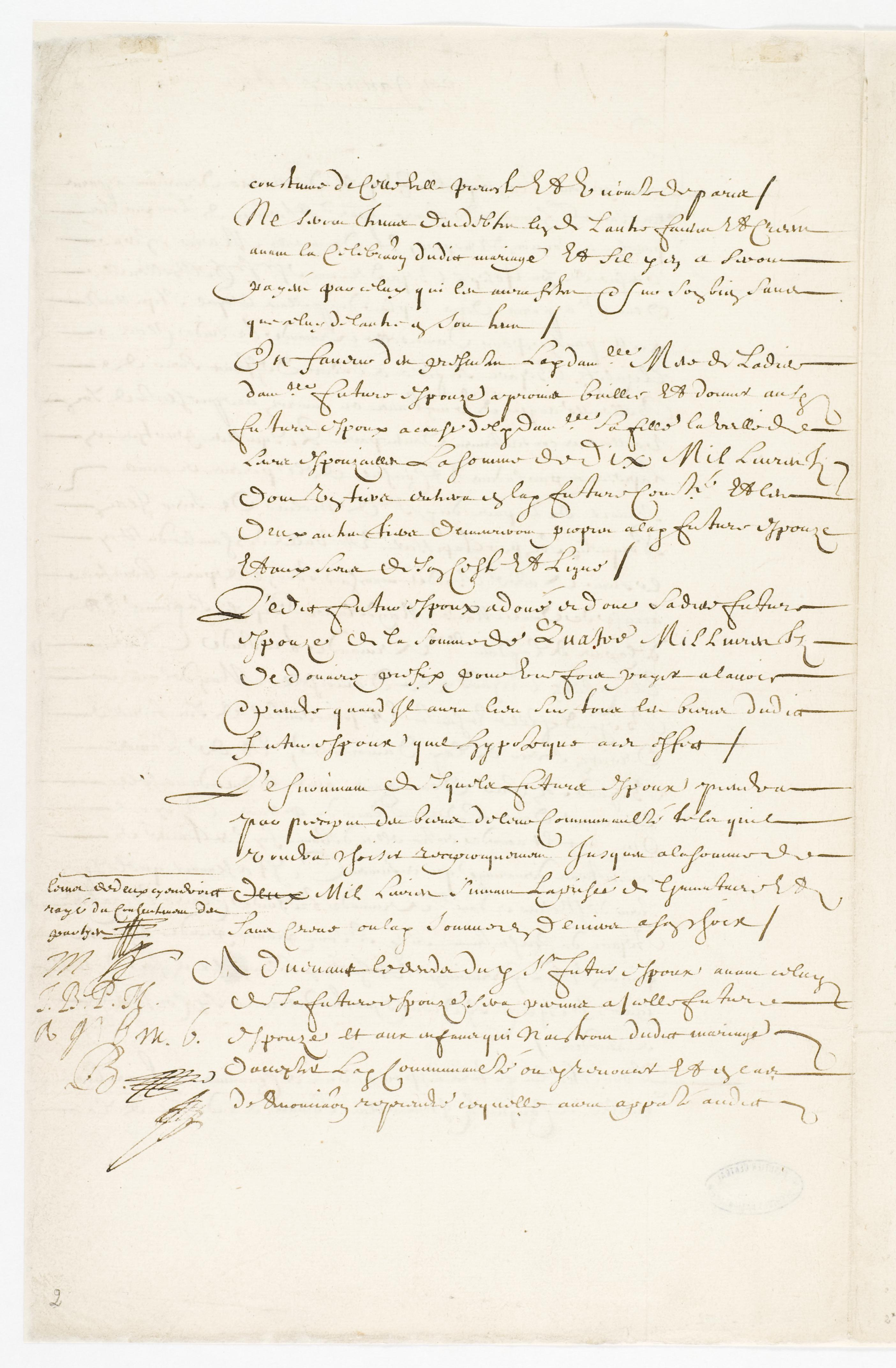
Page 2
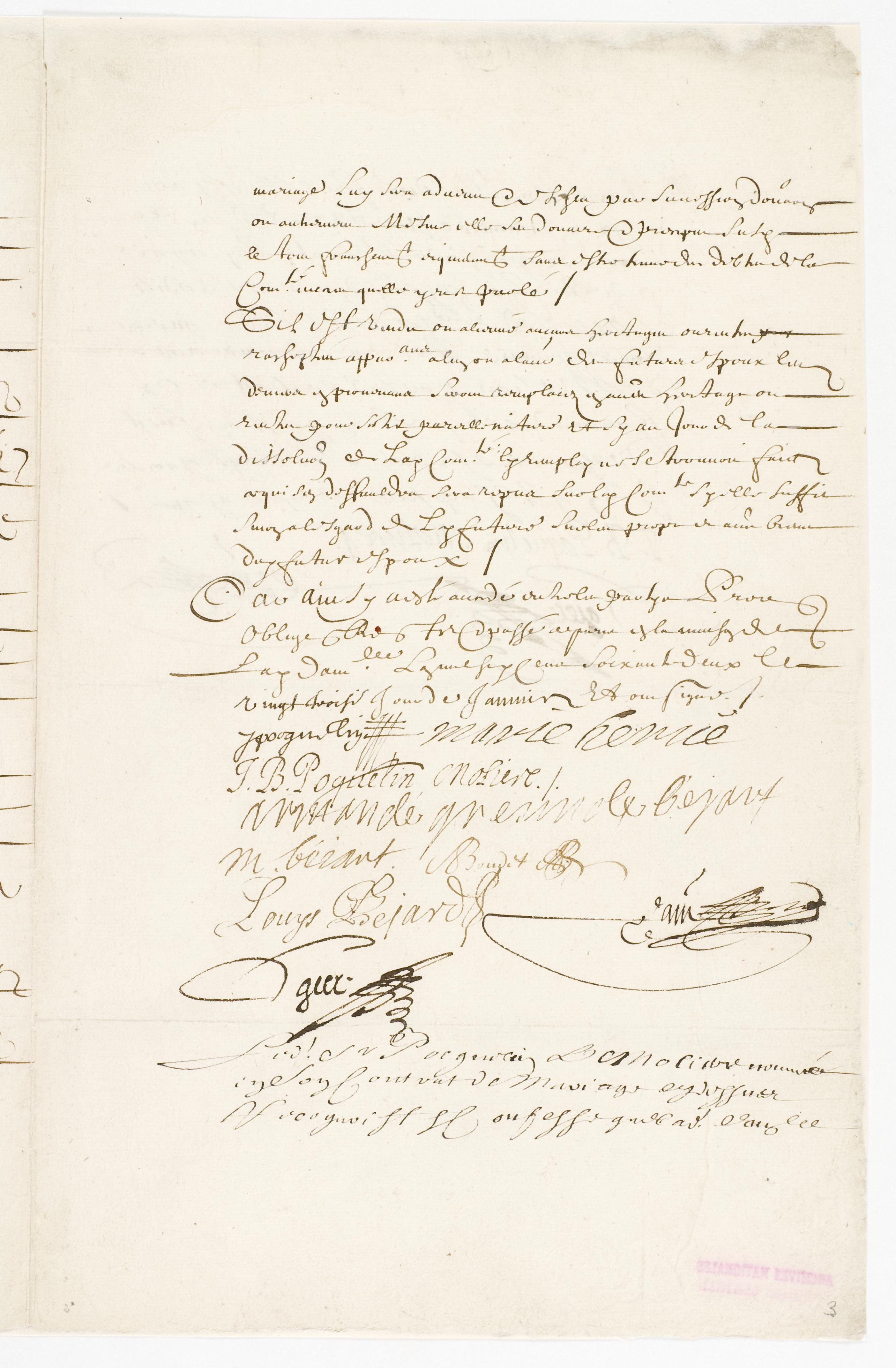
Page 3
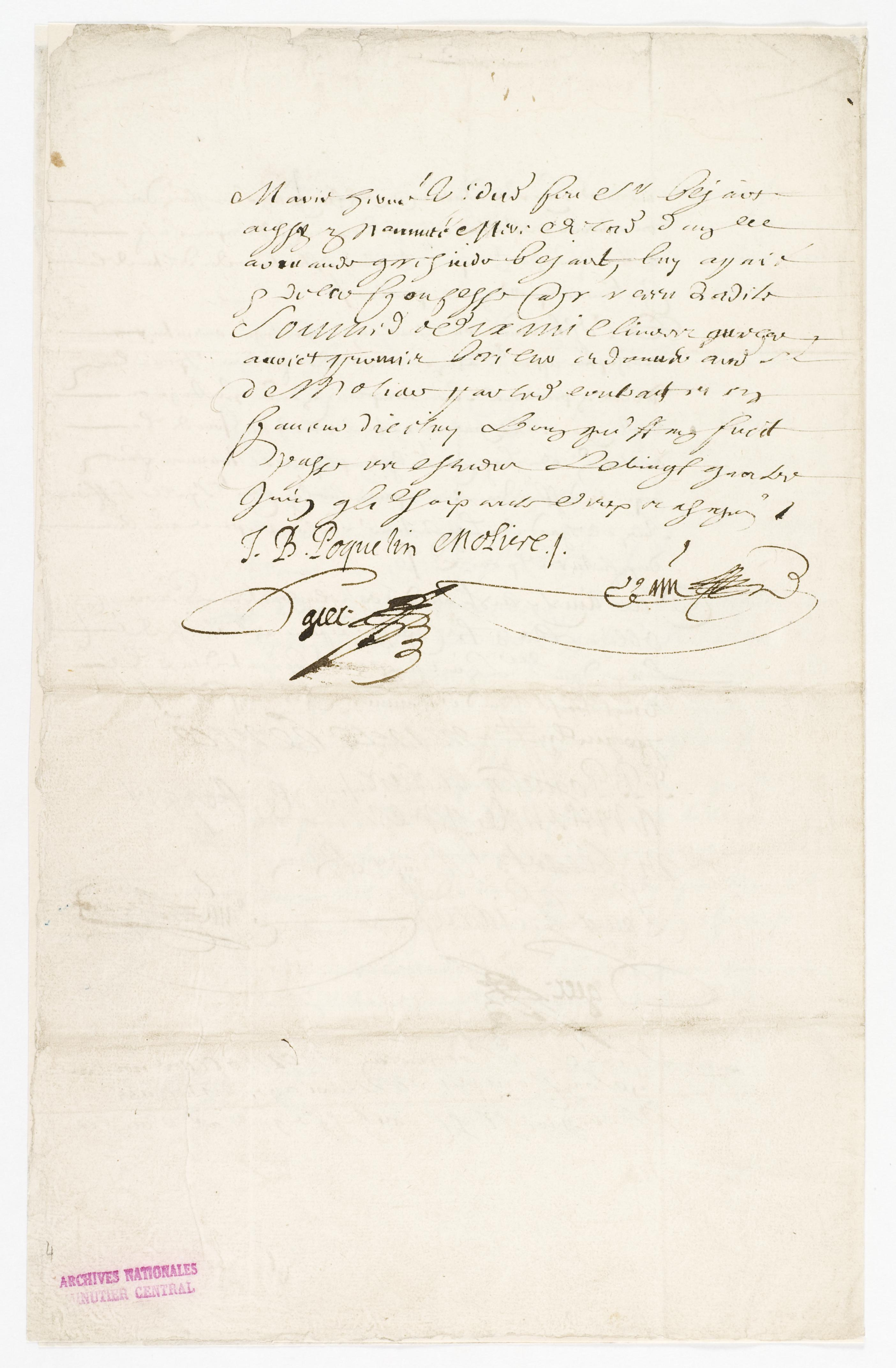
Page 4

L'historien Georges Couton note que « cette signature de contrat [est] une cérémonie rigoureusement intime : aucun protecteur illustre ni ami prestigieux n'y [est] convié, pas même les comédiens de la troupe, mais simplement, du côté du mari, le père et un oncle; du côté d'Armande, sa mère Marie Hervé, sa sœur Madeleine et son frère Louis ». Le contraste est grand avec ce que l'on a pu observer, six mois plus tôt, lors de la signature du contrat de mariage entre Marin Prévost et Anne Brillart, deux « petites mains » de la troupe : tous les comédiens et leurs proches sont alors venus témoigner ; de même, lorsque Lully épouse, six mois plus tard, la fille du musicien Michel Lambert, le contrat de mariage, signé en grande cérémonie au château de Saint-Germain-en-Laye, porte les signatures de Louis XIV, d'Anne d'Autriche, de la reine Marie-Thérèse, du duc de Mortemart-Rochechouart, de Jean-Baptiste Colbert, de Pierre de Nyert, de Louis Hesselin, et plusieurs autres.
L'hésitation sur l'âge d'Armande (« vingt ans ou environ ») indique qu'il n'a pas été fourni d'extrait de baptême. Lors de son premier mariage, en novembre 1655, Madeleine L'Hermite, cousine de Madeleine Béjart, se dit née en 1640, alors qu'elle a été baptisée en février 1636. De même, en 1672, lors de son second mariage, Geneviève Béjart se dit âgée de 40 ans, alors qu'elle en a 48. Et la même année 1672, quand elle épouse La Grange, Marie Ragueneau se dit âgée de 29 ans, alors qu'elle en a 33.
Les « vingt ans ou environ » donnés ici à Armande n'excluent donc pas qu'elle soit Françoise de Modène, qui aurait vingt-trois ans et demi en février 1662. Un autre détail de ce contrat pourrait le confirmer : le titre de « sieur de Belleville » qui y est donné à feu Joseph Béjart, soi-disant père de la mariée, n'a jamais paru jusqu'alors, et le défunt n'a été qualifié d'écuyer qu'en une seule occasion : lors du baptême de sa petite-fille Françoise, en 1638.
La cérémonie religieuse a lieu un mois plus tard, le lundi gras 20 février, en l'église Saint-Germain-l’Auxerrois :

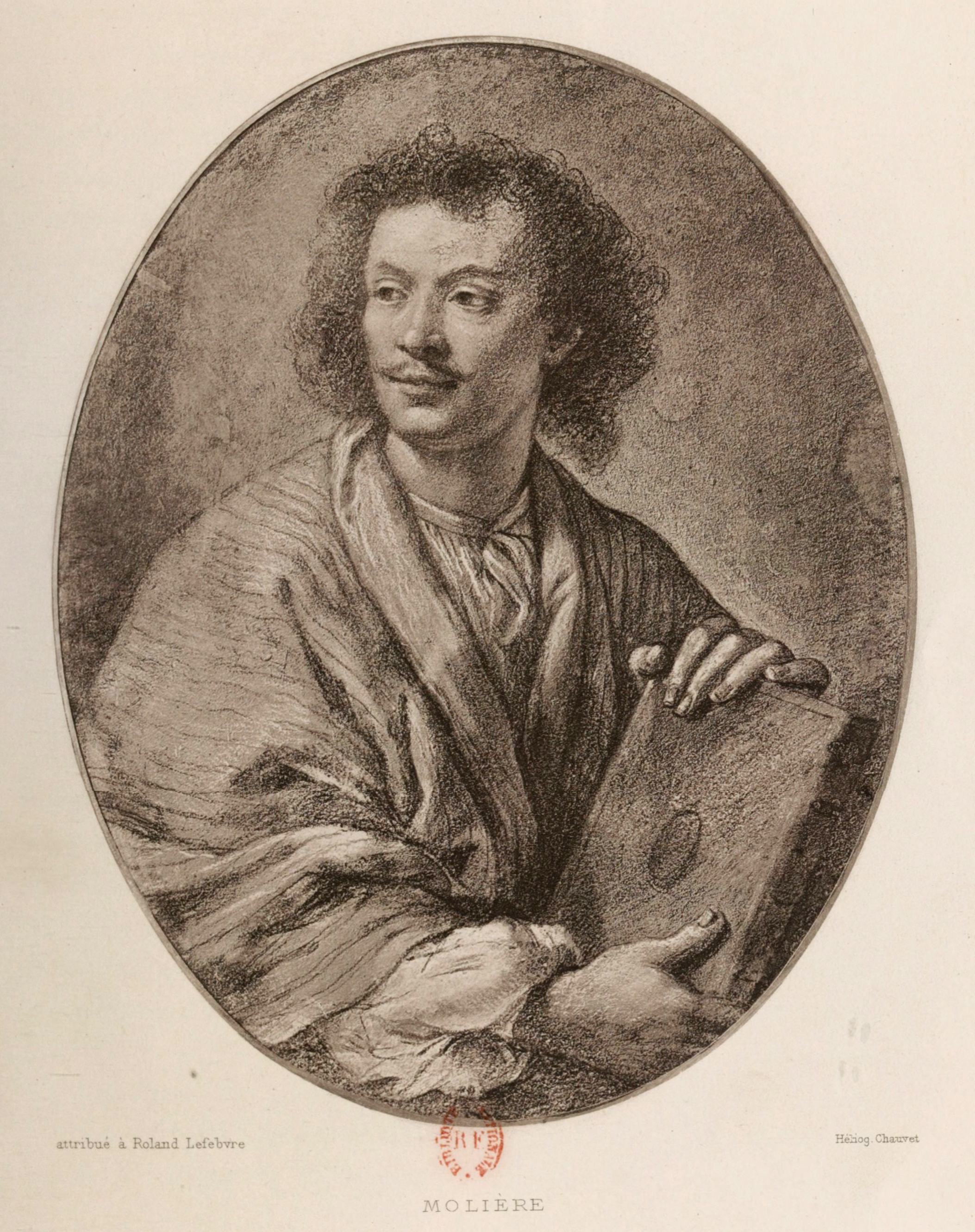
Portrait de Molière vers 1658, attribué à Roland Lefebvre (Comédie-Française).

« Du lundi vingtième [février 1662]. Jean-Baptiste Poquelin, fils de sieur Jean Poquelin et de feue Marie Cressé, d'une part, et Armande Grésinde Béjard, fille de feu Joseph Béjard et de Marie Hervé, d'autre part, tous deux de cette paroisse, vis-à-vis le Palais-Royal, fiancés et mariés tout ensemble, par permission de M. Comtes, doyen de Notre-Dame et grand vicaire de Monseigneur le Cardinal de Retz, archevêque de Paris, en présence de Jean Poquelin, père du marié, et de André Boudet, beau-frère du marié, et de ladite dame Hervé, mère de la mariée, et Louis Béjard et Madeleine Béjard, frère et sœur de ladite mariée, et d'autres, avec dispense de deux bans. »

#### Accusation de Montfleury

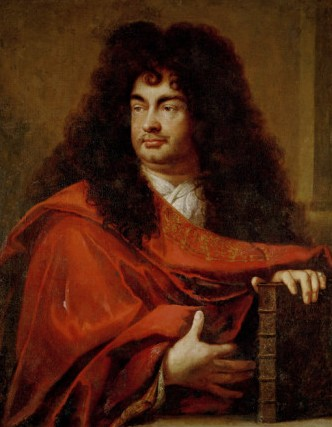
Montfleury par Antoine Durand (1611-1680).

Dans L'Impromptu de Versailles, créé le 19 octobre 1663, Molière parodiait le jeu emphatique de plusieurs acteurs de l'Hôtel de Bourgogne, dont Montfleury, mais en réponse aux attaques souvent violentes dont lui-même avait été l'objet, il demandait aussi (scène V) qu’en critiquant son physique, son jeu, sa voix et ses comédies, on lui « laisse le reste », c’est-à-dire qu’on respecte sa vie privée.
Le 23 novembre suivant, le jeune Racine, qui travaille alors à la versification de sa première tragédie, La Thébaïde, adresse à son ami l'abbé François Le Vasseur une lettre qu'il achève sur ces mots : « Montfleury a fait une requête contre Molière, et l’a donnée au roi. Il l’accuse d’avoir épousé la fille et d’avoir autrefois couché avec la mère. Mais Montfleury n’est point écouté à la cour. »
Georges Couton, selon qui la requête de Montfleury vise à dénoncer un mariage incestueux, observe que parmi les « ennemis » réels ou supposés de Molière (à commencer par Guillaume de Lamoignon, premier président du parlement de Paris et membre influent de la Compagnie du Saint-Sacrement), aucun n'a entamé la moindre démarche pour vérifier le bien-fondé de ces allégations. « Ils pouvaient agir, ajoute-t-il, ou agir par voie judiciaire, au cas où il roi n'aurait pas voulu écouter, et personne n'aurait pu arrêter la procédure. Ils ne l'ont pas fait ; ce n'est pas indulgence, ni manque de crédit. Il n'y a qu'une explication: aucune accusation d'inceste ne pouvait être retenue contre Molière ; le dossier était vide, sa situation familiale normale. »
Plutôt qu'une accusation d'inceste, Roger Duchêne voit dans la requête du tragédien une tentative de faire invalider le mariage, l'Église interdisant le mariage avec l'enfant d'une ancienne femme ou maîtresse. Si Montfleury n'a pas été écouté, ce ne serait pas parce que son accusation était sans fondement, mais parce qu'appartenant « à une troupe rivale et ayant de ce fait maintes raisons de vouloir nuire à Molière », il « manquait de crédit ».

#### Enfants
De son mariage avec Molière, Armande a eu quatre enfants, dont une seule a atteint l'âge adulte :
1. Louis, né le 19 janvier 1664 et tenu sur les fonts baptismaux de Saint-Germain-l'Auxerrois, six semaines plus tard, le 28 février, par Charles duc de Créquy, tenant pour Louis XIV, et Colombe Le Charon, épouse du maréchal du Plessis-Choiseul, tenant pour Henriette d'Angleterre, épouse de Philippe d'Orléans. Tous les historiens s'accordent à penser que ce parrainage est une réponse à la requête de Montfleury. Le petit Louis meurt le 10 novembre suivant, âgé de dix mois, et est inhumé le lendemain, jour de la deuxième représentation publique de La Princesse d'Élide, avec « Mlle Molière », mère de l'enfant, dans le rôle-titre.
2. Esprit-Madeleine, baptisée le 4 août 1665 en l'église Saint-Eustache : « Du mardi 4 aoust 1665 fut baptisée Esprit-Magdeleyne, fille de Jean-Baptiste Pauquelin Maulier, bourgeois, et Armande-Gresinde, sa femme, demeurant rue Saint-Honoré. Le parrain : messire Esprit de Remon, marquis de Modene ; la marraine : Magdeleyne Bezart, fille de Joseph Besart, vivant procureur ».
La plupart des auteurs ont vu dans le choix de M. de Modène et Madeleine Béjart comme parrain et marraine de l'enfant l'indice qu'ils seraient ses grands-parents. Roger Duchêne, pour sa part, y voit plutôt une façon de déjouer l'accusation d'inceste portée par Montfleury contre Molière.
3. Marie, morte peu après sa naissance à la fin de l'année 1668.
4. Pierre-Jean-Baptiste-Armand, né le 15 septembre 1672. Tenu sur les fonts de Saint-Eustache, deux semaines plus tard, par Pierre Boileau de Puymorin, frère du satiriste, et Catherine-Marguerite Mignard, fille du peintre Pierre Mignard, il meurt le 11 octobre et est inhumé le lendemain.

### En scène au côté de Molière (1662-1673)
Au cours du relâche de Pâques 1662, Armande entre officiellement dans la Troupe de Monsieur, et à la date du 9 juin suivant, elle apparaît pour la première fois dans le registre de La Grange sous le nom de « Mademoiselle Molière ». Mais il faut attendre un an pour la voir tenir un rôle important : en juin 1663, elle est Élise dans La Critique de l'École des femmes, puis en octobre, elle joue son propre personnage dans L'Impromptu de Versailles.
Le 8 mai 1664, elle tient le rôle-titre dans La Princesse d'Élide, que la troupe crée à Versailles devant Louis XIV et ses six-cents invités dans le cadre des Plaisirs de l'île enchantée. En revanche, on ignore si dans la première version du Tartuffe, créée quatre jours plus tard, elle joue le rôle d'Elmire, femme d'Orgon, qu'elle tiendra à partir de 1669 dans la version définitive.
Elle succède dès lors à Madeleine Béjart dans les grands rôles féminins, aux côtés de Marquise Du Parc (jusqu'en 1667) et de Catherine de Brie, et ce, non seulement dans les comédies de Molière, mais dans les pièces d'autres auteurs, y compris tragiques, qui seront créées sur la scène du Palais-Royal (voir ci-dessous).

### De «Mademoiselle Molière» à «Mademoiselle Guérin»

#### Mort et inhumation de Molière

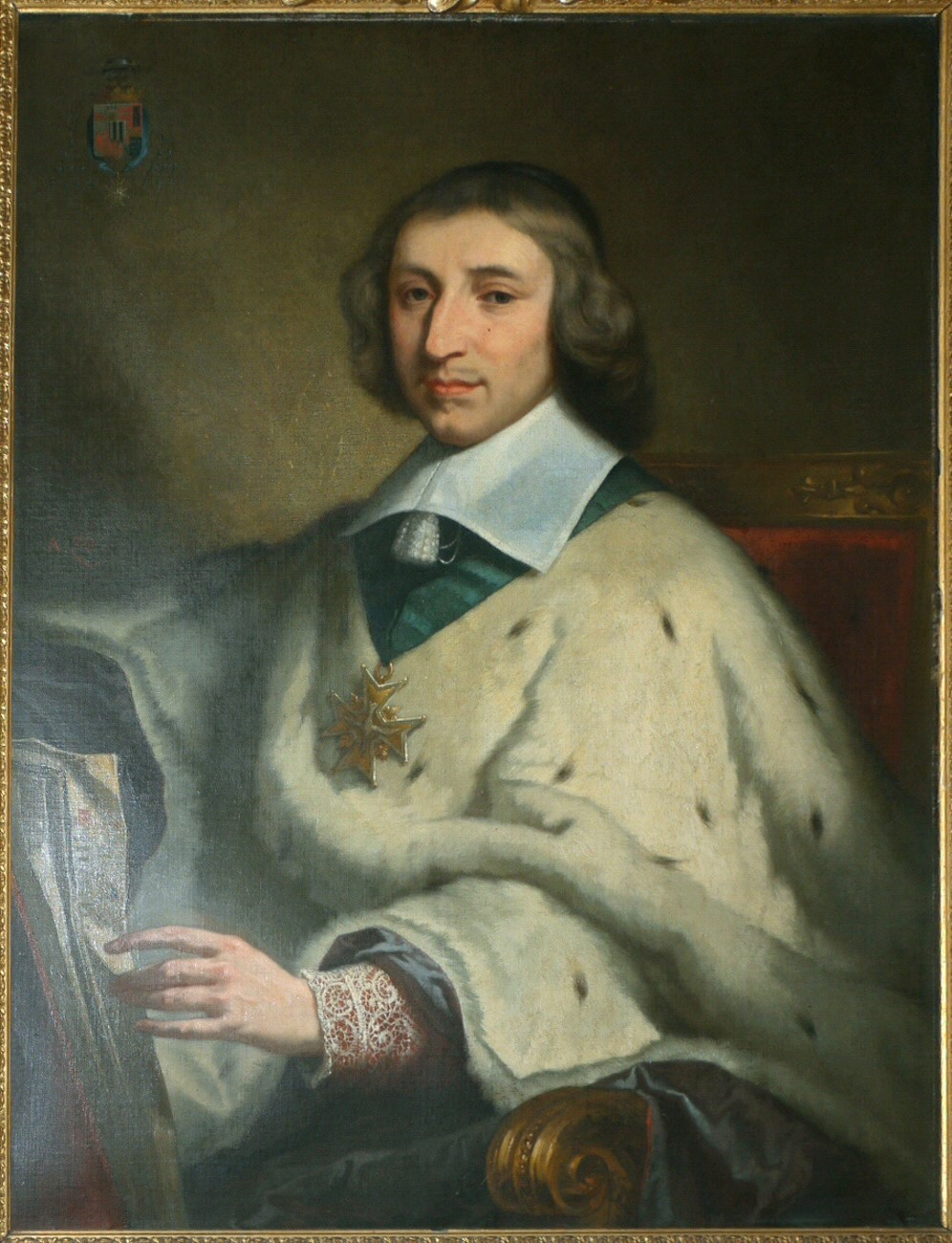
François de Harlay de Champvallon, de l'Académie française, archevêque de Paris de 1670 à 1695.

Le soir du vendredi 17 février 1673, au sortir de la quatrième représentation du Malade imaginaire, Molière meurt à son domicile de la rue de Richelieu sans avoir pu abjurer sa profession de comédien ni recevoir les derniers sacrements. Devant le refus consécutif du curé de Saint-Eustache de lui donner une sépulture chrétienne, Armande adresse à l'archevêque de Paris, François de Harlay de Champvallon, une requête le suppliant d'accorder, « de grâce spéciale », que le défunt « soit inhumé et enterré dans ladite église de Saint-Eustache, sa paroisse, dans les voies ordinaires et accoutumées ». Trois jours plus tard, « ayant égard aux preuves résultant de l'enquête faite par [son] ordonnance », le prélat accède à la supplique de la veuve et permet au curé de Saint-Eustache « de donner la sépulture ecclésiastique au corps du défunt Molière […] à condition néanmoins que ce sera sans aucune pompe et avec deux prêtres seulement et hors des heures du jour, et qu'il ne se fera aucun service solennel pour lui, dans ladite paroisse Saint-Eustache, ni ailleurs ».
L'inhumation a lieu le 21 février au cimetière Saint-Joseph. Transcrivant trente-deux ans plus tard le souvenir que Michel Baron gardait de ces étranges obsèques, Grimarest écrira : « Le jour qu'on le porta en terre, il s'amassa une foule incroyable de peuple devant sa porte. La Molière en fut épouvantée ; elle ne pouvait pénétrer l'intention de cette populace. On lui conseilla de répandre une centaine de pistoles par les fenêtres. Elle n'hésita point ; elle les jeta à ce peuple amassé, en le priant avec des termes si touchants de donner des prières à son mari, qu'il n'y eut personne de ces gens-là qui ne priât Dieu de tout son cœur ».
Les contemporains semblent avoir jugé sévèrement l'attitude d'Armande à l'occasion de la mort de Molière (voir ci-dessous).

#### Du Palais Royal à l'hôtel Guénégaud
Une semaine après la mort de Molière, la troupe reprend les représentations avec Le Misanthrope. Armande, qui a alors entre trente-et-un et trente-cinq ans, y tient son rôle de Célimène aux côtés du jeune Michel Baron, qui, âgé de dix-neuf ans, reprend celui d'Alceste. Certains le lui reprocheront. Ainsi le comte de Limoges écrit à Bussy-Rabutin : « La perte de Molière est irréparable ; je pense que personne n'en sera moins affligé que sa femme : elle a joué la comédie hier. » À quoi Bussy répond avec non moins de sévérité : « La femme de Molière ne se contraint pas trop de monter sur le théâtre trois jours après la mort de son mari. Elle peut jouer la comédie à l'égard du public, mais sur le sujet du pauvre défunt, elle ne la joue guère. À ce que je vois, son deuil ne lui coûtera pas beaucoup »

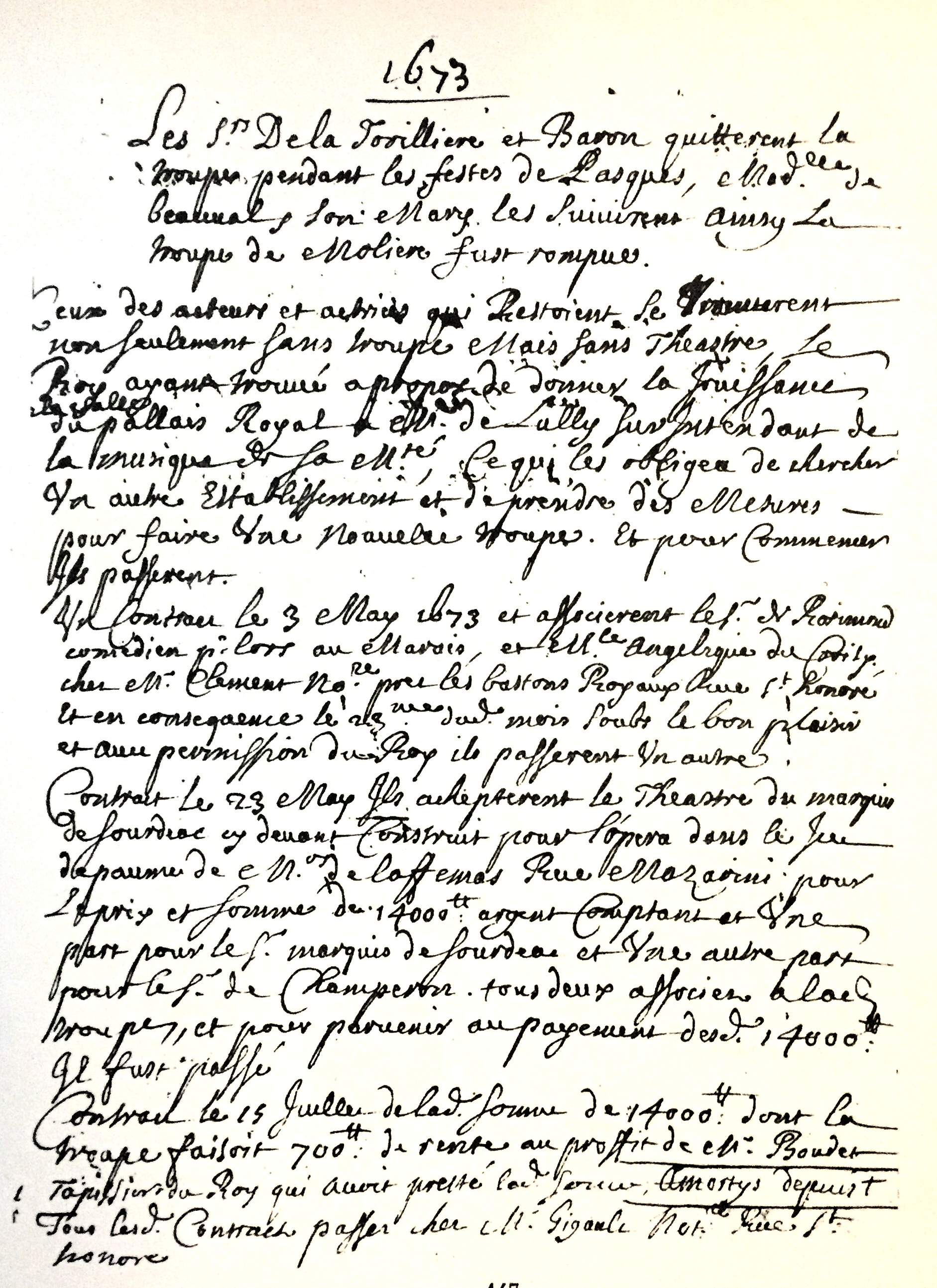
Page du registre de La Grange concernant les changements intervenus dans la troupe au cours du relâche de Pâques 1673.

Du 3 au 21 mars, la troupe donne Le Malade imaginaire avec La Thorillière dans le rôle d’Argan, que tenait Molière. Puis le théâtre ferme pour le relâche annuel. Aux alentours de Pâques (2 avril 1673), Baron, La Thorillière, Jeanne Beauval et son mari quittent la troupe pour celle de l’hôtel de Bourgogne. Leur défection conduira La Grange à noter dans son registre : 
« Ainsi la troupe de Molière fut rompue. Ceux des acteurs et actrices qui restaient se trouvèrent non seulement sans troupe mais sans théâtre, le roi ayant trouvé à propos de donner la jouissance de la salle du Palais-Royal à Mr. de Lully, surintendant de la musique de Sa Majesté. »

C’est ce dont témoigne également une certaine Louise Pellisson dans une lettre qu’elle adresse le 3 mai au comte et à la comtesse de Modène, qui depuis 1666 vivent retirés dans leur château du Comtat Venaissin : 
« … Vous savez que, d’abord que [= dès que] les choses ne sont plus nouvelles à Paris, l’on n’en fait pas grand cas. Je vous assure que l’on ne parle non plus du pauvre Molière que s’il n’avait jamais été, et que son théâtre, qui a fait tant de bruit il y a si peu de temps, est entièrement aboli. Je crois vous avoir mandé que tous les comédiens sont dispersés. Ainsi la veuve a été trompée, parce qu’elle s’attendait bien à jouer, mais on ne croit pas que la troupe jamais se réunisse. Elle a voulu un peu faire trop la fière et la maîtresse. »
Cependant, le jour même où Louise Pellisson assure que le théâtre de Molière est « aboli », La Grange et ses camarades passent un contrat d’association avec Rosimond et Angélique du Croisy, comédiens du Marais, et le 23 mai suivant, ils achètent, pour la somme de 14 000 livres dont Armande Béjart fait discrètement l'avance sous le nom d'André Boudet, beau-frère de Molière, le théâtre que les sieurs de Sourdéac et de Champeron viennent de faire aménager dans l’ancienne Salle du Jeu de paume de la Bouteille, rue Mazarine, dans le quartier de Saint-Germain.
La Troupe du Marais ayant été définitivement dissoute par une ordonnance royale du 23 juin, ses principaux comédiens sont réunis aux anciens compagnons de Molière, et le 9 juillet suivant, la « Troupe du roi en son hôtel de la rue Guénégaud » ouvre la nouvelle saison avec Le Tartuffe. Armande est la première nommée dans la liste des comédiennes. C'est pour elle le début d'une seconde carrière qui durera deux fois autant que la première.

#### Investissements immobiliers

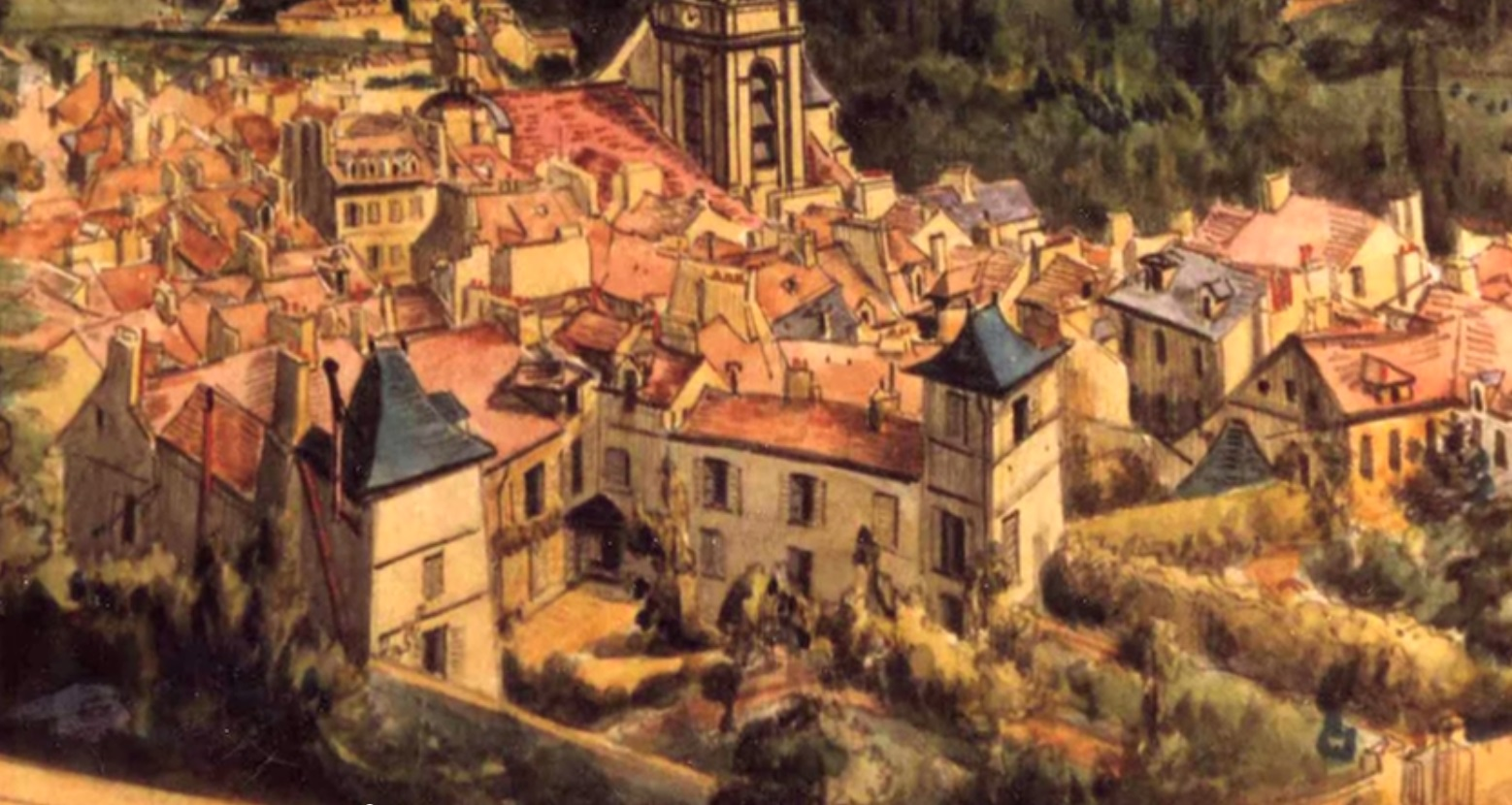
La maison d'Armande Béjart à Meudon (dessin anonyme du XIXe siècle).

En septembre 1675, Armande achète pour 1 100 livres une petite maison avec jardin située au Mont Valérien, sur la paroisse de Rueil. Elle et son second mari la revendront quatre ans plus tard, le 21 août 1679, au comédien Achille Varlet, dit Verneuil, frère de Charles Varlet de La Grange.
Le 30 mars 1676, elle acquiert, pour 5 400 livres, une grande maison à porte cochère dans la rue des Pierrées à Meudon qui, au milieu du XVIe siècle, était celle d'Ambroise Paré. Les héritiers d'Armande — Esprit-Madeleine Poquelin, Isaac et Nicolas Guérin d'Estriché — la vendront en 1705 au grammairien Pierre Py-Poulain de Launay. Elle abrite aujourd'hui le Musée d'art et d'histoire de la ville.

#### L'affaire du président Lescot
Au cours de cette même année 1675, la réputation d’Armande est gravement mise en cause dans deux épisodes presque concomitants.
Le premier est connu par quelques actes judiciaires et par le long récit, invérifiable dans son détail, qu’en fera l’auteur de La Fameuse Comédienne. Depuis la mi-mars, « Mlle Molière » triomphe dans le rôle-titre de Circé, tragédie à machines de Jean Donneau de Visé et Thomas Corneille, quand un certain François Lescot, président au parlement de Grenoble, l’ayant vue jouer, est pris du désir de faire sa connaissance. Jeanne Ledoux, une maquerelle chez qui il a ses habitudes, le met en rapport avec Marie Simmonet, dite « la Tourelle », une prostituée qui ressemble à s'y méprendre à Armande Béjart. Le magistrat s’y méprend et une relation quasi tarifée s’établit entre eux. Un jour qu'il est revenu voir le spectacle, il rejoint dans sa loge celle qu’il croit être sa maîtresse. Comme « Mlle Molière » s’obstine à ne pas le reconnaître, il finit par l’injurier et lui arracher le collier qu'elle porte et qu'il est persuadé de lui avoir offert. On appelle la maréchaussée, Lescot est arrêté, condamné à faire réparation à sa victime et frappé d’une lourde amende. Arrêtées peu après, l’entremetteuse et sa complice sont fustigées de verges, le 24 octobre, devant l’Hôtel Guénégaud.

#### Le procès Lully-Guichard
Dans le même temps où ces événements se déroulent, un procès retentissant oppose depuis le 12 mai Jean-Baptiste Lully à un officier de la maison de Monsieur, Henry Guichard, qu'il accuse d'avoir voulu l'empoisonner avec du tabac à priser (on est en pleine Affaire des poisons). « Mlle Molière », parente des supposés complices de Guichard, et Jean Donneau de Visé ont été cités parmi les nombreux témoins à charge. Leurs témoignages sont récusés par la défense, Armande Béjart au motif que « son métier de comédienne publique » la rend « infâme de droit et de fait », Donneau de Visé parce qu'il est « accoutumé de porter faux témoignage en justice depuis longtemps » et que « la Molière et lui mènent ensemble une vie si scandaleuse que tout le monde en est offensé ». Mais du long factum que Guichard fera paraître pour sa défense, les biographes retiennent surtout les violentes accusations qu'il porte au sujet de la filiation et des mœurs d'Armande, accusations dont se fera l'écho, douze ans plus tard, l'auteur anonyme de La Fameuse Comédienne :
« Tout le monde sait que la naissance de la Molière est obscure et indigne ; que sa mère est très incertaine ; que son père n’est que trop certain ; qu’elle est fille de son mari, femme de son père ; que son mariage a été incestueux ; que ce grand sacrement n’a été pour elle qu’un horrible sacrilège ; que sa vie et sa conduite ont toujours été plus honteuses que sa naissance et plus criminelles que son mariage ; qu’avant que d’être mariée elle a toujours vécu dans une prostitution universelle ; que pendant qu’elle a été mariée, elle a toujours vécu dans un adultère public, et que depuis qu’elle est veuve, elle a toujours vécu dans un abandonnement général de son corps et de son âme. »
À une date difficile à préciser, Jean Nicolas de Tralage, neveu du lieutenant général de police Gabriel Nicolas de La Reynie, note dans ses carnets :
« Il y a d'honnêtes gens dans toutes les conditions, mais ordinairement en petit nombre. Quoique les comédiens soient décriés parmi certains cafards, il est certain néanmoins que de mon temps, c'est-à-dire depuis vingt-cinq ou trente ans, il y en a eu, et même il y en a encore, qui vivaient bien, régulièrement et même chrétiennement, à savoir [l'auteur cite Molière, les époux La Grange, Villiers (Claude Deschamps), les époux Poisson, et plusieurs autres]. Les principaux débauchés ont été ou sont encore : Le sieur Baron, grand joueur et satyre ordinaire des jolies femmes ; la femme de Molière, entretenue à diverses fois par des gens de qualité et séparée de son mari. »

#### Second mariage (1677)
Les deux épisodes mentionnés ci-dessus, et dans lesquels Sylvie Chevalley voyait « une véritable campagne de diffamation », sont sans doute pour beaucoup dans la décision que prend alors la veuve de Molière, qui a entre trente-cinq et trente-neuf ans, de se remarier. Le 31 mai 1677, elle épouse en secondes noces le comédien Isaac-François Guérin d'Estriché, âgé de quelques années de plus qu'elle. Fils de comédiens, frère de quatre comédiens et comédiennes de campagne, il a, pendant vingt ans, appartenu à des troupes itinérantes, avant d'entrer dans la troupe du Marais en 1672, puis l'année suivante dans celle de l'Hôtel Guénégaud. « Excellent comédien, écrit Lemazurier, et homme plein d'honneur et de probité, [il fut] l'un des plus célèbres acteurs que le théâtre ait possédés pour les rôles à manteau et pour les grands confidents tragiques. » Cette union durera vingt-trois ans, deux fois plus que ce qu'Armande a vécu avec Molière.
« Ces époux, notent les frères Parfaict, vécurent dans une grande union », ce que semble confirmer ce distique reproduit à la suite de La Fameuse Comédienne (voir ci-dessous) : « Elle avait un mari d'esprit, qu'elle aimait peu ; / Elle en prend un de chair, qu'elle aime davantage ».
En 1678, Armande Béjart donne naissance à un fils, Nicolas-Armand-Martial, qui, en 1698, fera représenter devant la cour à Fontainebleau une « pastorale héroïque » en trois actes intitulée Myrtil et Mélicerte, refonte en vers libres de la comédie de Mélicerte dont Molière et ses camarades avaient présenté un fragment à Saint-Germain-en-Laye en décembre 1666.

#### Création de la Comédie-Française (1680)
Le 21 octobre 1680, par lettre de cachet signé de Louis XIV et de Colbert, les troupes de l'Hôtel Guénégaud et de l'Hôtel de Bourgogne sont réunies pour donner naissance à la Comédie-Française. « Mademoiselle Guérin » en est l'une des premières sociétaires.
En juillet 1682, trois libraires parisiens mettent en vente le premier tome d'une nouvelle édition, revue, corrigée et augmentée, des Œuvres de Monsieur de Molière, qui en compte huit au total, dont deux volumes de pièces inédites. La préface, due pour une large part à La Grange, ne contient rien sur Armande ni sur aucun comédien de la troupe de Molière ; elle indique, en revanche, que « dans ses comédies, […] il a joué tout le monde, puisqu'il s'y est joué le premier en plusieurs endroits sur des affaires de sa famille et qui regardaient ce qui se passait dans son domestique ».

#### La Fameuse Comédienne

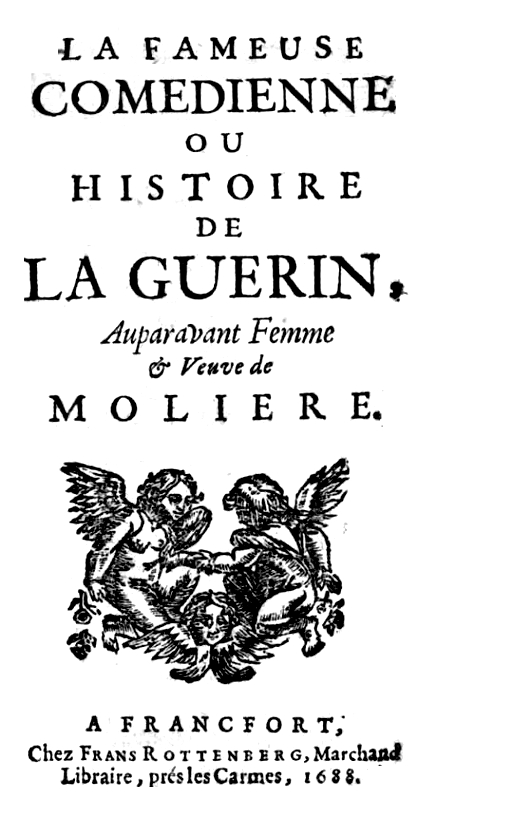
Page de titre de la première édition de La Fameuse comédienne.

En 1688, un imprimeur hollandais fait paraître, sans nom d'auteur et sous une adresse fictive, une nouvelle diffamatoire intitulée La Fameuse Comédienne ou Histoire de la Guérin, auparavant femme & veuve de Moliere, qui donne à suivre, sous la forme d'une biographie romancée, les « aventures amoureuses » d'Armande Béjart depuis son mariage avec Molière en 1662 jusqu'à son second mariage avec Guérin d'Estriché en 1677. Plusieurs fois réédité dans les années suivantes, ce texte est le premier « document » qui donne à lire explicitement qu’Armande est la fille de Madeleine :
« Elle [la Molière] est fille de la défunte Béjart, comédienne de campagne, qui faisait la bonne fortune de quantité de jeunes gens de Languedoc, dans le temps de l'heureuse naissance de sa fille. C'est pourquoi il serait très difficile, dans une galanterie si confuse, de dire qui en était le père ; tout ce qu'on en sait est que sa mère assurait que, dans son dérèglement, si on en exceptait Molière, elle n'avait jamais pu souffrir que des gens de qualité, et que, pour cette raison, sa fille était d'un sang fort noble, et c’est aussi la seule chose que la pauvre femme lui a toujours recommandé, de ne s’abandonner qu’à des personnes d’élite. On l’a crue fille de Molière, quoique depuis il ait été son mari ; cependant on n’en sait pas bien la vérité… »
L'auteur prête à « la Molière » une foule d'amants — des « personnes d'élite » dont les frasques ont naguère alimenté la chronique scandaleuse (l'abbé de Richelieu, les comtes de Guiche et de Lauzun), des gens de moindre rang (l'abbé de Lavau « et plusieurs autres de ce même caractère », « un lieutenant aux gardes et beaucoup d'autres jeunes gens ») et des personnalités du spectacle (Michel Baron, un sieur Du Boulay) — avec lesquels elle aurait entretenu des rapports qui, pour certains, relevaient de la prostitution.
Ce livre, fort sujet à caution, mais si « savoureux et magnifiquement écrit » qu'on a pu l'attribuer à La Fontaine et à Racine, a amplement contribué à noircir l'image d'Armande Béjart auprès de nombreux moliéristes.

#### Retraite et mort
Armande Béjart se retire du théâtre le 1er avril 1694 avec une pension de 1 000 livres,.
Six ans plus tard, le 30 novembre 1700, elle meurt dans la maison de la rue de Touraine (au 4 de l'actuelle rue Dupuytren), que son mari et elle louent depuis 1692 aux administrateurs de l'Hôtel-Dieu. L'enterrement a lieu le 2 décembre au cimetière de l'église Saint-Sulpice, en présence de Nicolas Guérin, son fils, de son neveu le joaillier François Mignot et de son ami le comédien Jacques Raisin, mais en l'absence de sa fille, de son mari et de ses camarades de la Comédie-Française.
L'acte d'inhumation la dit « âgée de cinquante-cinq ans », ce qui la ferait naître en 1645, une date qui ne se concilie avec aucun document connu. En effet, née en juillet 1638, comme Françoise de Modène, elle aurait 62 ans ; née en 1642, comme le suggère son premier contrat de mariage, elle en aurait 58 ; née peu avant le 10 mars 1643 (voir ci-dessus l'acte de renonciation), elle en aurait 57.
L'inventaire après décès ayant été clos le 21 janvier 1701, la succession est partagée le 29 novembre 1703 entre Isaac Guérin d'Estriché, Nicolas Guérin et Esprit-Madeleine Poquelin, lesquels vendent la maison de Meudon deux ans plus tard.

#### Postérité
Au printemps 1705, Jean-Léonor Le Gallois de Grimarest, ancien ingénieur militaire et intendant du maréchal-duc de Noailles, fait paraître, sous le titre de La Vie de M. de Molière, la première véritable biographie de celui qui est d'ores et déjà considéré comme le plus grand auteur comique français. Né en 1659, il n'a sans doute pas vu jouer Molière et rien ne suggère qu'il a personnellement connu sa veuve. Mais il est ami d'Esprit-Madeleine Poquelin, qui habite non loin de chez lui, et surtout du célèbre comédien Michel Baron, retiré de la Comédie-Française depuis 1692, qui a bien connu le Molière des trois dernières années et dont les souvenirs fournissent la matière d'une grande partie du livre de Grimarest.

## Une grande comédienne

### Jugement des contemporains

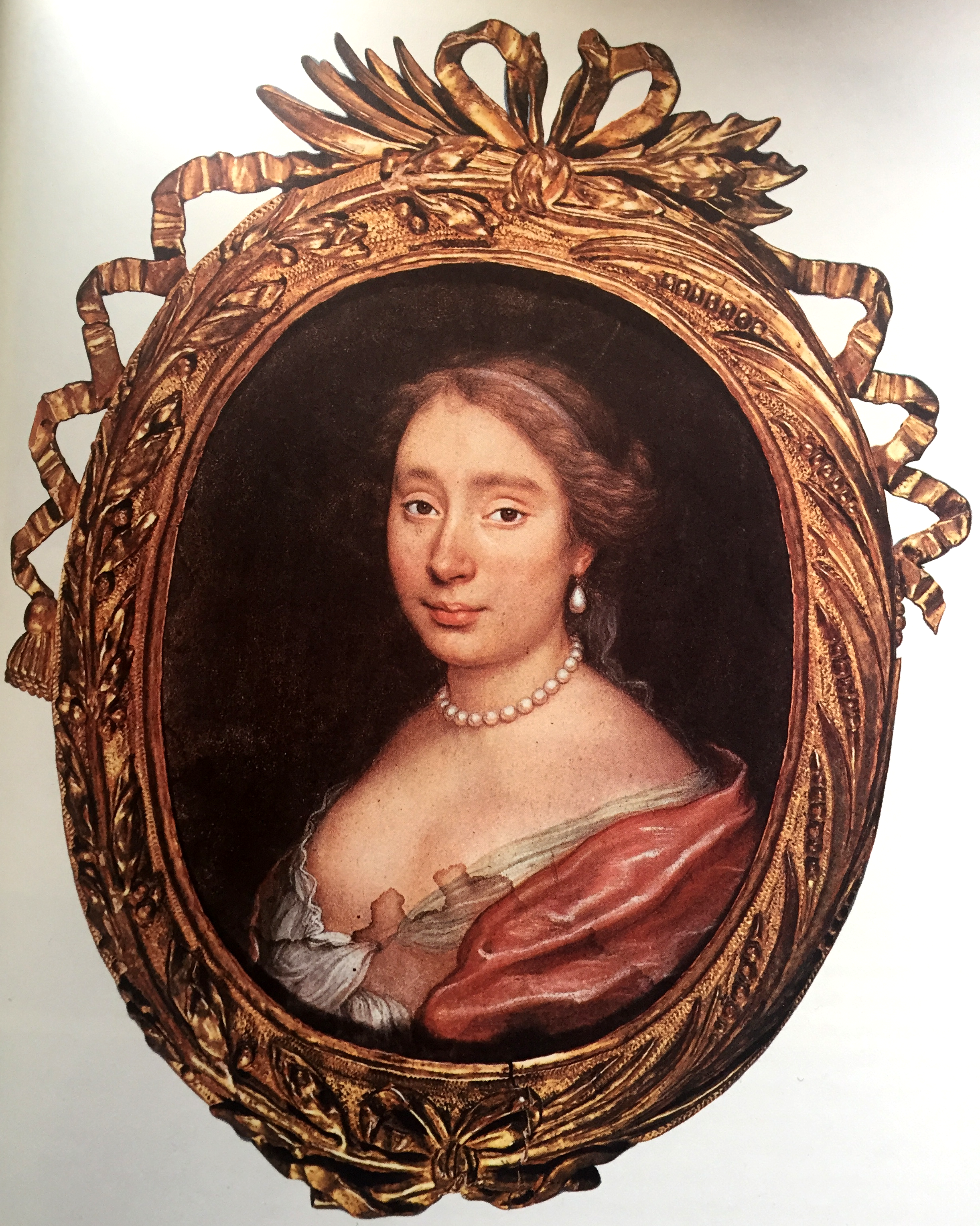
Portrait présumé d'Armande Béjart, École française du XVIIe siècle. Musée des arts décoratifs.

L’auteur anonyme d'une « Lettre sur la vie et les ouvrages de Molière et sur les comédiens de sa troupe », publiée en mai 1740 dans le Mercure de France, dépeint Armande Béjart en ces termes » : « Elle avait la taille médiocre, mais un air engageant, quoiqu’avec de très petits yeux, une bouche fort grande et fort plate, mais faisant tout avec grâce, jusqu’aux plus petites choses, quoiqu’elle se mît extraordinairement et d’une manière presque toujours opposée à la mode du temps. » La concordance de ce portrait avec celui que Covielle et Cléonte font de Lucile dans Le Bourgeois gentilhomme a fait penser que Molière avait peint sa femme dans ce personnage, dont le rôle a en effet été créé par Armande Béjart.
Jusqu'à la mort de Molière, les gazetiers ne cessent de rendre hommage dans leurs lettres en vers à « la mignarde Molière », à « l'actrice au joli visage », etc. Et si en 1688 l'auteur de La Fameuse Comédienne la décrit comme « la personne du monde la plus prévenue de sa beauté », un témoin plus tardif, le compositeur et dramaturge Nicolas Racot de Grandval, notera que « sans être belle, elle était piquante et capable d’inspirer une grande passion ».

Les témoignages ne sont pas moins abondants concernant ses qualités de comédienne. L'auteur anonyme des Entretiens galans publiés en 1681 fait un long éloge de la manière dont Armande et La Grange interprètent le « petit opéra impromptu » de la scène 5 du deuxième acte du Malade imaginaire : 
« Cette belle scène n’a-t-elle pas toujours eu, sur le théâtre de Guénégaud, un agrément qu’elle n’aurait jamais sur celui de l’Opéra. La Molière et La Grange, qui la chantent, n’ont pas cependant la voix du monde la plus belle. Je doute même qu’ils entendent finement la musique, et quoiqu’ils chantent par les règles, ce n’est point par leur chant qu’ils s’attirent une si générale approbation ; mais ils savent toucher le cœur, ils peignent les passions. La peinture qu’ils en font est si vraisemblable et leur jeu se cache si bien dans la nature que l’on ne pense pas à distinguer la vérité de la seule apparence. En un mot, ils entendent admirablement bien le théâtre, et leurs rôles ne réussissent jamais bien lorsqu’ils ne les jouent pas eux-mêmes. […] Mais ils ne doivent pas leurs plus grands succès à la manière délicate dont ils récitent. Leur extérieur a déjà quelque chose qui impose. Leur maintien a quelque chose de touchant. Leur jeu imite si bien la nature qu'ils font quelquefois des scènes muettes qui sont d'un grand goût pour tout le monde. […] Leur jeu continue lors même que leur rôle est fini. Ils ne sont jamais inutiles sur le théâtre : ils jouent presque aussi bien quand ils écoutent que quand ils parlent. Leurs regards ne sont pas dissipés ; leurs yeux ne parcourent pas les loges. Ils savent que leur salle est remplie, mais ils parlent et ils agissent comme s'ils ne voyaient que ceux qui ont part à leur action. Ils sont propres et magnifiques sans rien faire paraître d'affecté. Ils ont soin de leur parure avant que de se faire voir, et ils n'y pensent plus dès qu'ils sont sur la scène. Et si la Molière retouche parfois à ses cheveux, si elle raccommode ses nœuds et ses pierreries, ses petites façons cachent une satire judicieuse et naturelle. Elle entre par là dans le ridicule des femmes qu'elle veut jouer ; mais enfin, avec tous ses avantages, elle ne plairait pas tant si sa voix était moins touchante ; elle en est si persuadée elle-même que l'on voit bien qu'elle prend autant de divers tons qu'elle a de rôles différents. »
Les frères Parfaict confirment qu' « elle avait la voix extrêmement jolie [et] chantait avec un grand goût le français et l’italien » (Histoire du Théâtre François, Paris, 1734-1749, tome XI, page 323). Et de fait, rendant compte de la création du Parisien de Champmeslé dans Le Mercure galant de février 1682, Donneau de Visé écrivait : « [Cette comédie] a cela de nouveau qu'il y a un personnage de femme tout italien. Mademoiselle Guérin, à qui cette langue est familière, soutient ce rôle admirablement et y fait paraître avec beaucoup d'avantage cette finesse d'esprit dont elle accompagne tout ce qu'elle joue ».

### Quelques-uns de ses rôles
- Élise, dans La Critique de l’École des femmes, comédie de Molière (1663).
- La Princesse d’Élide, dans La Princesse d’Élide, comédie-ballet de Molière (1664)[25].
- Charlotte (?), dans Le Festin de Pierre, comédie de Molière (1665).
- Lucinde, dans L’Amour médecin, comédie-ballet de Molière (1665).
- Cléofile, dans Alexandre le Grand, tragédie de Racine (1665).
- Célimène, dans Le Misanthrope, comédie de Molière (1666) (c'est elle qui créé ce rôle)[55].
- Lucinde, dans Le Médecin malgré lui, comédie de Molière (1666).
- Flavie, dans Attila, tragédie de Pierre Corneille (1667).
- Zaïde, dans Le Sicilien ou l'Amour peintre, comédie de Molière (1667).
- Orphise, dans La Veuve à la mode, comédie de Jean Donneau de Visé (1667).
- Orfise, dans Délie, pastorale de Donneau de Visé (1668).
- La Nuit ou Alcmène, dans Amphitryon, comédie de Molière (1668).
- Angélique, dans Georges Dandin ou le Mari confondu, comédie de Molière (1668).
- Mariane, dans L’Avare, comédie de Molière (1668).
- Elmire, dans Le Tartuffe ou l'Imposteur, comédie de Molière (1669).
- Lucette, dans Monsieur de Pourceaugnac, comédie-ballet de Molière (1670).
- Ériphile, dans Les Amants magnifiques, comédie-ballet de Molière (1670).
- Lucile, dans Le Bourgeois gentilhomme, comédie-ballet de Molière (1670).
- Bérénice, dans Tite et Bérénice, tragédie de Pierre Corneille (1670).
- Psyché, dans Psyché, tragédie-ballet de Molière (1671).
- Henriette, dans Les Femmes savantes, comédie de Molière (1672).
- Angélique, dans Le Malade imaginaire, comédie-ballet de Molière (1673).
- Angélique, dans Le Comédien poète, comédie de Montfleury fils (1673).
- Circé dans Circé, tragédie à machines de Thomas Corneille et Donneau de Visé (1675).
- La Comtesse, dans L'Inconnu, comédie de Donneau de Visé et Thomas Corneille (1675).
- Isménie, dans Le Triomphe des dames, comédie à machines de Thomas Corneille (1676).
- Charlotte, dans Le Festin de Pierre, comédie de Thomas Corneille (1677).
- La Comtesse, dans La Devineresse ou Madame Jobin, comédie de Thomas Corneille et Donneau de Visé (1679).
- Clytemnestre, dans Agamemnon, tragédie de Claude Boyer (1680).
- Elmire, dans Le Parisien, comédie de Champmeslé (1683).
- Claire, dans La Comédie sans titre ou Le Mercure galant, comédie d’Edme Boursault (1683).
- Léonor, dans L'Homme à bonne fortune, comédie de Michel Baron (1686).

## Controverse sur l'identité et la filiation

### Des contemporains partagés
En dépit du grand écart d'âge qui était entre elles, « la Molière » (Armande) et « la Béjart » (Madeleine) étaient sœurs ; c'est ce qu'ont cru, ou feint ou accepté de croire, la plupart de leurs contemporains, parmi lesquels on peut citer : les notaires et leurs clercs qui en janvier 1662 ont rédigé et mis en forme le contrat de mariage entre Molière et Armande, désignée comme fille de Marie Hervé ; les membres des deux familles et les signataires de ce contrat, à qui l'on en a fait lecture ; le doyen de Notre-Dame, qui en février a autorisé le mariage ; le prêtre et les officiants qui l'ont célébré, « en présence de Marie Hervé, mère de la mariée » ; tous ceux qui ont assisté à cette cérémonie ; le duc de Créquy et la duchesse du Plessis-Choiseul, qui deux ans plus tard ont représenté Louis XIV et Henriette d'Angleterre au baptême du premier-né des époux Molière ; le roi lui-même, ses proches et ses ministres ; enfin les amis et les camarades de scène de « Mademoiselle Molière » (voir ci-dessus). Il apparaît ainsi que cette filiation a constitué, du vivant d'Armande, la « version officielle » de sa naissance.
Pour d'autres contemporains, cependant, « la Molière » est la fille, et non la sœur, de « la Béjart », une affirmation qui va le plus souvent de pair avec une insinuation diffamatoire, selon laquelle elle serait la fille de son mari. Le premier document à faire état de cette filiation est la lettre dans laquelle Racine évoque la requête que l'acteur Montfleury aurait présentée à Louis XIV en novembre 1663 (voir ci-dessus). Vers le même temps, Gui Patin parle de Molière comme d'« un comédien d'importance qui a une jolie femme qui est fille de la Béjart, autre comédienne, et peut-être la sienne propre, car ces gens-là n'y regardent pas de si près ». En 1670, Le Boulanger de Chalussay reprend l'accusation d'inceste dans sa comédie d'Élomire hypocondre. Henry Guichard lui donne en 1675 des dimensions quasi monstrueuses (voir ci-dessus la sous-section "L'Affaire Lully-Guichard"). Enfin, l'auteur anonyme de La Fameuse Comédienne la signale comme une hypothèse très plausible, et Pierre Bayle n'hésite pas à lui emboîter le pas.
Mais les détracteurs ou les ennemis de Molière et d'Armande ne sont pas les seuls à faire de celle-ci la fille de Madeleine. Nicolas Boileau, qui pendant dix ans a côtoyé « l'auteur du Misanthrope », témoigne en 1702 que Molière « avait été amoureux de la Béjart, dont il avait épousé la fille ». Et c'est ce que Grimarest confirmera trois ans plus tard : « Molière, en formant sa troupe, lia une forte amitié avec la Béjart qui, avant qu'elle le connût, avait eu une petite fille de Monsieur de Modène, gentilhomme d'Avignon… » Il est avéré en effet (voir ci-dessus) qu'en 1638 Madeleine a eu une enfant du comte de Modène.

### Des historiens divisés

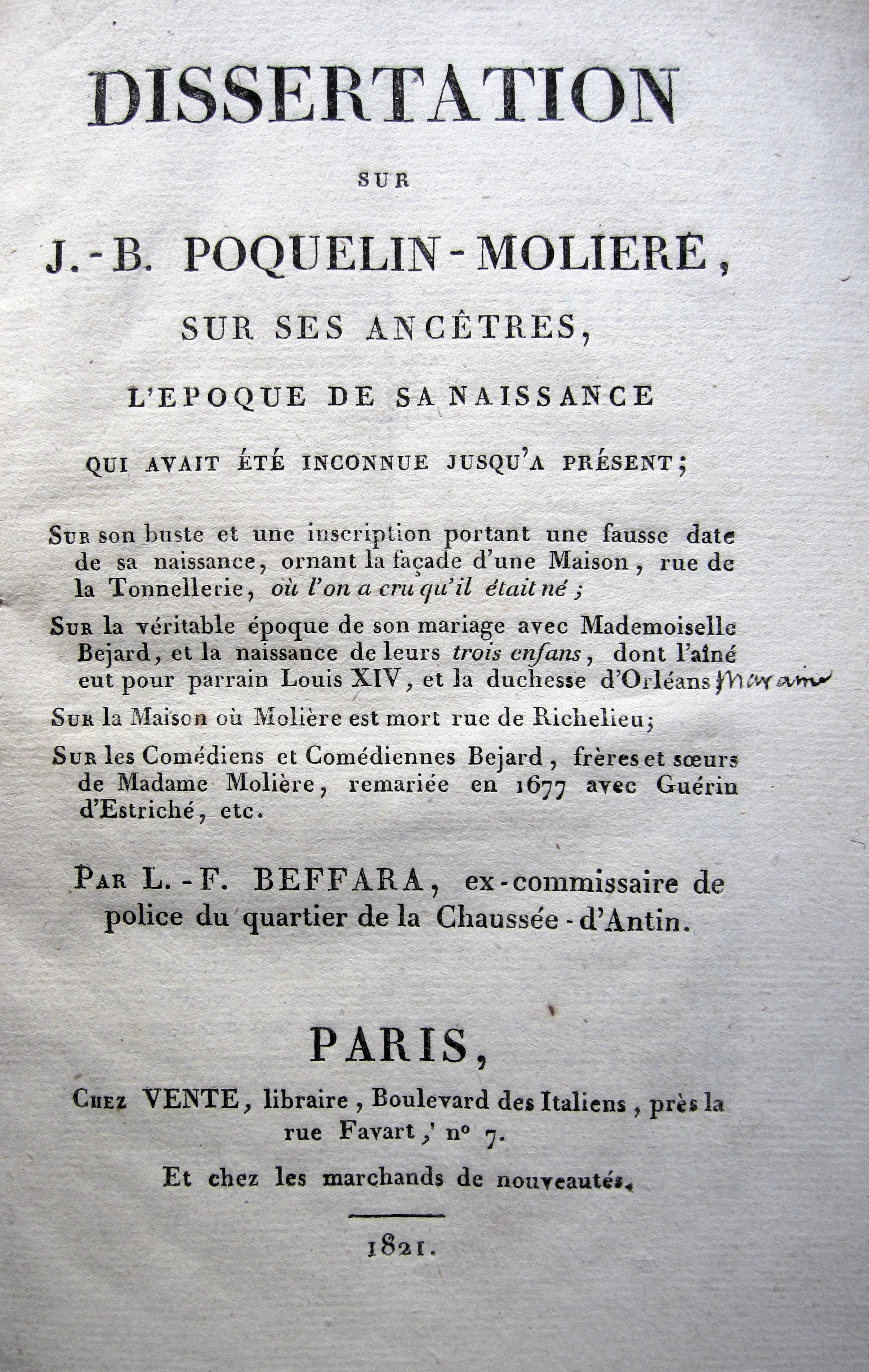
L.-F. Beffara, Dissertation, 1821, page de titre.

Depuis qu'en 1821 Louis-François Beffara a publié l'acte de mariage de Molière, la véritable identité de sa femme divise les historiens. Leurs hypothèses se ramènent à deux grandes « options » : Armande est soit la sœur, soit la fille de Madeleine, la seconde option se subdivisant elle-même en quatre options secondaires, parfois opposées entre elles.

#### Armande, sœur de Madeleine
La thèse la plus répandue est qu'Armande est la fille légitime de Joseph Béjart et Marie Hervé, dernière née du couple et cadette de vingt-quatre ans de sa sœur Madeleine. Son acte de baptême n'a pas été retrouvé, mais les « vingt ans ou environ » que lui donne son contrat de mariage en 1662 permettent de situer sa naissance vers 1641 ou 1642. Corroborée par les très nombreux documents d'archives (actes notariés, entrées de registres paroissiaux, etc.) mis au jour en 1821 par L.-F. Beffara, en 1863 par Eudore Soulié, en 1867 par Auguste Jal, et en 1963 par Madeleine Jurgens et Elizabeth Maxfield-Miller, cette thèse reprend la version « officielle » qui avait cours du vivant d'Armande. Elle a recueilli et continue de recueillir l'adhésion d'un grand nombre de moliéristes, parmi lesquels Jules Taschereau, Eudore Soulié, Auguste Jal, Gustave Larroumet, Louis Moland, Anatole Loquin, Gustave Michaut, Madeleine Jurgens & Elizabeth Maxfield-Miller, Georges Couton, Cesare Garboli.
Pour les tenants de cette thèse, il n'y a aucune raison valable de douter de la sincérité des documents mentionnés ci-dessus, en particulier la demande de renonciation à la succession de Joseph Béjart déposée en mars 1643 par Marie Hervé au nom de ses cinq enfants mineurs, et le contrat de mariage de Molière et Armande signé en janvier 1662. Ils tiennent en outre pour hautement probable que la petite Françoise baptisée en juillet 1638 est morte en bas âge, et considèrent, avec Gustave Michaut, que « l'hypothèse qui identifie Armande et Françoise n'a été inventée — c'est trop visible — que pour épargner à Molière tout soupçon infamant, en conservant la tradition ».

#### Armande, fille de Madeleine
D'autres hypothèses font d'Armande la fille de Madeleine Béjart. Plusieurs versions sont présentées :
2 a) Armande est la fille de Madeleine Béjart et de Molière. Cette « thèse », contemporaine de la première, a été formulée à diverses reprises entre le mariage et le décès d'Armande (voir ci-dessus). Rejetée avec indignation par Grimarest, puis par la plupart des moliéristes du XIXe siècle, le plus souvent pour des raisons « morales » (Molière, « parfait honnête homme » ne pouvait avoir épousé sa propre fille), elle a été reprise par un seul historien, Jules Michelet.
2 b) Armande est la fille de Madeleine Béjart et d'Esprit de Rémond de Modène, baptisée le 11 juillet 1638, à l'église Saint-Eustache, sous le prénom de Françoise. C'est la version esquissée dans sa Vie de M. de Molière par Grimarest. Reçue après lui par tous les éditeurs et commentateurs du XVIIIe siècle, y compris les plus violents détracteurs de Grimarest, comme Jean-Baptiste Rousseau et Voltaire, elle a été rejetée, avec mépris, voire avec haine, par un grand nombre d'historiens des siècles suivants ; elle a cependant été défendue, dès la publication de la Dissertation de Beffara, par le marquis Agricol-Joseph Fortia d'Urban, puis en 1858 par Henri-Augustin Soleirol, et en 1900 par Napoléon-Maurice Bernardin, biographe de Tristan L'Hermite et de son frère Jean-Baptiste L'Hermite de Vauselle, qui a tenu Françoise de Modène sur les fonts baptismaux.
Les deux « sous-options » suivantes s'appuient principalement sur une mise en cause de la sincérité de l'acte de renonciation de mars 1643 et sur l'hypothèse qu'il y a eu supposition d'enfant, Marie Hervé faisant, pour des motifs qui varient selon les historiens, passer pour sienne une fille de Madeleine.
2 c) Armande est une autre fille de Madeleine Béjart et d'Esprit de Rémond de Modène, qui serait née vers 1642 et dont on ignore où et quand elle aurait été baptisée. Cette thèse a été défendue au XIXe siècle par Anaïs Bazin, dans ses Notes historiques sur la vie de Molière, par Jules Bonnassies dans les notes de son édition de La Fameuse Comédienne, par Charles-Louis Livet, dans les notes de sa propre édition du même texte, et par Victor Fournel dans De Malherbe à Bossuet. Henri Chardon l’expose, sans y adhérer, dans ses Nouveaux documents sur les comédiens de campagne et la vie de Molière,. L'une des plus récentes biographes de Molière, Virginia Scott (1934-2014), est tentée de reprendre à son compte la démonstration de Chardon, laquelle est explicitement reprise par Georges Forestier.
2 d) Armande est la fille de Madeleine Béjart et d'un noble languedocien dont on ignore l'identité. Énoncée en 1688 dans les premières pages de La Fameuse Comédienne, cette thèse a été défendue par Jules Loiseleur dans ses Points obscurs de la vie de Molière.

#### Un problème insoluble?
Au motif que « ce problème ne comporte pas de solution stricte sur le plan historique », plusieurs auteurs refusent de se prononcer et se contentent, au mieux, d'exposer quelques-uns des arguments avancés ; c'est le cas, entre autres, de Paul Mesnard, d'Alfred Simon, d'Alain Niderst et de Roger Duchêne. L'un de ces « agnostiques », Jacques Scherer, formule sa position ainsi :

« Le problème est peut-être insoluble, mais a-t-il, aux yeux des intéressés, une telle importance ? Molière, qui connaissait sans doute (mais cela même n’est pas certain) l’identité véritable du père et de la mère d’Armande, donnait-il à cette identité l’importance exorbitante que lui ont attachée plus tard les historiens ? Rien n’est moins sûr. De toute façon, si Armande appartenait vraiment à la famille de Madeleine, était-il beaucoup plus choquant qu’elle soit sa fille ou sa sœur ? En tout état de cause, les comédiens de ce temps, vivant dans une large mesure en marge de la société, étaient condamnés à vivre entre eux et à se marier entre eux. »

## Interprètes du rôle d'Armande Béjart dans des œuvres de fiction
- Dans Molière, film muet de Léonce Perret sorti en 1910, Armande est incarnée par Amélie de Pouzols.
- Dans Si Versailles m'était conté…, film de Sacha Guitry (1954) : Germaine Rouer (interprétant Elmire)
- Dans Mesdemoiselles Armande, téléfilm de René Lucot d'après une pièce d'Albert Husson (1962): Jacqueline Jehanneuf.
- Dans Molière ou la Vie d'un honnête homme, film d'Ariane Mnouchkine (1978) : Brigitte Catillon
- Dans Marquise, film de Véra Belmont (1997) : Romina Mondello
- Dans Le Roi danse, film de Gérard Corbiau (2000) : Caroline Veyt
- Dans « Mademoiselle Molière », spectacle conçu et mis en scène par Hubert Fielden, créé au château de Versailles pour Le Mois Molière[79], puis en résidence au Théâtre Denise-Pelletier de Montréal (2015) : jouée par Émilie Carbonneau (jeune) et Rose-Anne Déry (âgée) [80].
- Dans Le Voyage de Molière, spectacle conçu par Pierre-Olivier Scotto et Jean-Philippe Daguerre, et mis en scène par Jean-Philippe Daguerre (2022) au Lucernaire : Charlotte Ruby et Giulia De Sia[81].
- Dans « Jean-Baptiste, Madeleine, Armande et les autres...», spectacle conçu et mis en scène par Julie Deliquet à la Comédie-française - Salle Richelieu (2022)[82],[83] :  Adeline d'Hermy
- Dans Le Roman de monsieur de Molière, adaptation théâtrale du roman éponyme de Mikhaïl Boulgakov, conçue par Louis‑Dominique Lavigne et mise en scène par Lorraine Pintal au Théâtre du Nouveau Monde de Montréal (2022) : Juliette Gosselin[84],[85].
- Dans Molière l'opéra urbain, comédie musicale de Dove Attia (2023) : Lou Jean.
- Dans Le Molière imaginaire, film d'Olivier Py sorti en salle en février 2024, le rôle d'Armande est tenu par Stacy Martin.

## Hommages et odonymie
Plusieurs lieux en France portent son nom, par exemple:
- le théâtre d'Asnières-sur-Seine, nommé Théâtre Armande-Béjart[86].
- le Collège Armande-Béjart, à Meudon, la ville où elle habitait dans une maison maintenant transformée en Musée d'Art et d'Histoire de Meudon.
- la Salle Armande Béjart, une salle polyvalente de la ville de Plaisir ou celle de la maison des associations d'Orvault.

En termes d'odonymie pure, plusieurs villes et villages de France ont baptisé certaines de leurs voies en hommage à la comédienne. On trouve ainsi: 
- la rue Armande Béjart à Strasbourg, à Feucherolles, à Crégy-lès-Meaux.